# Втрати силових структур внаслідок російського вторгнення в Україну (серпень 2024)
У статті наведено список втрат українських військовослужбовців у російсько-українській війні за серпень 2024 року (включно).

## Список загиблих за серпень 2024 року
| №         | Світлина Емблема | Прізвище, ім'я, по батькові                                               | Про особу | Дата смерті    | Обставини смерті |
| --------- | ---------------- | ------------------------------------------------------------------------- | --- | -------------- | --- |
| 1 серпня  |                  |                                                                           | |                | |
| 19840     |                  | Монарх Борис Ярославович                                                  | 5 серпня 1991. Старший солдат, навідник-оператор розвідувального відділення в/ч А4267, 10 окремої гірсько-штурмової бригади "Едельвейс". | 1 серпня 2024  | Загинув від поранень отриманих у результаті бою під час наступально-штурмових дій військових формувань противника, поблизу населеного пункту Берестове-Виїмка, Бахмутського району Донецької області |
| 19841     |                  | Кушнір Михайло Миколайович («Боцман»)                                     | 26 липня 1972, с. Верхня Липиця Івано-Франківського району. Закінчив школу у рідному селі, з 1987 року навчався у Перемишлянському середньому профтехучилищі № 61. Отримав спеціальність столяр-паркетник. З 1990 до 1992 року служив в морському флоті у Севастополі. Згодом почав займатися покрівлею дахів. Став на захист України 2 березня 2022 року. Він вступив до територіальної оборони. Був старшим сержантом. | 1 серпня 2024  | Загинув 1 серпня 2024 року внаслідок артобстрілу на околицях Гуляйполя Запорізької області. Залишилися дружина, дві доньки та дві онучки . |
| 19842     |                  | Мацько Зіновій                                                            | 50 років, селище Куликів. Воїн боронив Україну на Харківському напрямку. | 1 серпня 2024  | Загинув 1 серпня 2024 року поблизу населеного пункту Одрадне |
| 19843     |                  | Абубакаров Аслан («Горбі»)                                                | 18 років, Грозний, Росія. Онук колишнього міністра економіки та фінансів Чеченської Республіки Ічкерія Таймаза Абубакарова. У 2023 році разом з батьком переїхав до Польщі від переслідування російською владою. Воював у складі батальйону імені Джохара Дудаєва. | 1 серпня 2024  | |
| 19844     |                  | Кутерещин Тарас Зіновійович                                               | 29 вересня 1992, м. Борислав. Навчався в Бориславській ЗОШ №1. Закінчив Інститут підприємництва та перспективних технологій Національного університету «Львівська політехніка», пізніше - Бориславський професійний ліцей. Стрілець 4 десантно-штурмової роти 95 ОДШБ | 1 серпня 2024  | Загинув поблизу населеного пункту Північне Бахмутського району на Донеччині |
| 19845     |                  | Процюк Петро                                                              | с. Сергії, Вижницька громада. Старший солдат,служив у військовій частині А7186. | 1 серпня 2024  | Загинув внаслідок мінно-вибухової травми |
| 19846     |                  | Клим Іван                                                                 | с. Мигове. Служив у військовій частині А7186. | 1 серпня 2024  | Загинув на Луганщині внаслідок мінно-вибухової травми |
| 19847     |                  | Гібнер Вальдемар Олександрович                                            | 20 листопада 1972, м. Луганськ. Служив в АТО, полк поліції «Дніпро-1». Старший сержант, 3-й полк ССО. | 1 серпня 2024  | Отримав важкі поранення |
| 19848     |                  | Галуцький Віталій Вікторович                                              | 23 липня 1978, м. Переще́пине, Самарівський район, Дніпропетровська область. Солдат | 1 серпня 2024  | [ 9 ] [ 10 ] |
| 19849     |                  | Москаленко Олександр Олександрович                                        | 19 травня 1988, м. Дружківка Донецької області. Після закінчення школи розпочав трудову діяльність. У 2011 році переїхав до міста Слов’янськ, а у 2014 році - до міста Чернігів. В умовах повномасштабної війни долучився до лав ЗСУ. Боронив Україну на найзапекліших напрямках, останнім часом ніс службу на Сумщині. | 1 серпня 2024  | Загинув на Сумщині |
| 2 серпня  |                  |                                                                           | |                | |
| 19870     |                  | Карташов Максим                                                           | м. Покровськ. Служив стрільцем 3 стрілецького відділення 3 стрілецького взводу 1 стрілецької роти. | 2 серпня 2024  | Загинув від поранень отриманих у результаті влучання російського дрона-камікадзе в районі Торецької громади |
| 19871     |                  | Майко Сергій                                                              | 9.04.1973, м. Львів. Навчався у колишній Середній загальноосвітній школі №35 м. Львова. Згодом здобув вищу освіту у Львівській академії мистецтв. Після завершення навчання у 1991 році проходив строкову служб у лавах повітрянодесантних військ у Литві, згодом виконував завдання на території Придністров'я, де отримав осколкове поранення правого ока. Батько і дід Сергія Майка були скульпторами, тож, повернувшись з армії, він продовжив їхню справу. Впродовж 2014-2016 років виконував завдання у зоні проведення антитерористичної операції у лавах прикордонників. Із початком повномасштабного вторгнення російської федерації повернувся до Державної прикордонної служби. Боронив державу в Бахмуті, Бучі, брав участь у звільненні Харківської області у складі 11-го прикордонного загону. Завжди допомагав своїм побратимам, навчав та мотивував їх, оскільки володів ґрунтовними знаннями про військову справу. За особисту мужність також був нагороджений відомчими відзнаками. | 2 серпня 2024  | Під час виконання бойових завдань у Серебрянському лісі отримав складне поранення, після якого проходив тривале лікування. Похорон відбувся 5 серпня 2024 у Львові. Залишилися мама, дружина, двоє дітей, брат та сестра . |
| 19872     |                  | Гаврилов Ян                                                               | 13.01.1987 р.н. | 2 серпня 2024  | Загинув в Донецькій області. |
| 19873     |                  | Бойчук Ігор Йосипович                                                     | 1976, Калуська громада. Мобілізований 8 червня 2024 року. Солдат | 2 серпня 2024  | Загинув на Донеччині |
| 19874     |                  | Крижанівський Сергій Іванович                                             | 16.06.1977, м. Новий Розділ. | 2 серпня 2024  | Загинув від поранень отриманих у результаті бою під час наступально-штурмових дій військових формувань противника, поблизу населеного пункту Свиридонівка, Покровського району Донецької області |
| 19875     |                  | Хитрук Олег                                                               | 25 травня 1995, Таужне. Після закінчення школи навчався у Гайворонському аграрному ліцеї. У 2013 році проходив строкову військову службу, після чого служив за контрактом у Президентському полку. У 2017-2018 роках брав участь в антитерористичній операції. 10 січня 2023 року мобілізований. Він пройшов курс підвищення кваліфікації у Львові за напрямом "артилерія" та воював на Запорізькому та Донецькому напрямах, був командиром мінометної батареї. 6 вересня 2023 року внаслідок артилерійського обстрілу на Запорізькому напрямку отримав важке поранений. Під час реабілітації займався оснащенням своїх побратимів, разом з батьком передав на передову власну машину, а після лікування повернувся на фронт. | 2 серпня 2024  | Залишилися батьки, дружина, донька й брат |
| 19876     |                  | Прокопенко Ігор («Батя Прокоп»)                                           | 33 роки. Був проти мобілізації, але долучився до лав ЗСУ. | 2 серпня 2024  | Загинув на Харківському напрямку під час першого бойового виходу |
| 19877     |                  | Балагура Віктор                                                           | м. Кривий Ріг. Працював на «АрселорМіттал Кривий Ріг», як і його батьки. Він був горновим доменної печі у доменному цеху № 1. Це одна із найскладніших професій на підприємстві. У вересні 2022 вступив до лав ЗСУ. Був командиром 3 відділення протитанкових ракетних комплексів 1 взводу протитанкових ракетних комплексів роти протитанкових ракетних комплексів. | 2 серпня 2024  | Загинув на Харківщині, с. Іванівка |
| 19878     |                  | Цибик Олександр Іванович                                                  | 25 грудня 1985. Служив у військовій частині Нацгвардії в Ужгороді. | 2 серпня 2024  | Похований на Пагорбі Слави в Ужгороді |
| 19879     |                  | Онопрейчук Володимир («Одеса»)                                            | 23 роки, м. Одеса. Середню спеціальну освіту здобув у Механіко-технологічному коледжі Одеської національної академії харчових технологій. Працював у ТОВ «Монтаж-електро». Служив у складі 47-ї окремої механізованої бригади. | 2 серпня 2024  | Отримав вогнепальне поранення голови поблизу селище Благодатне Донецької області. Похований на Західному кладовищі рідної Одеси. Залишились батьки, сестра, дружина, вітчим, бабуся та маленька племінниця . |
| 3 серпня  |                  |                                                                           | |                | |
| 19900     |                  | Білоус Дмитро Сергійович                                                  | 1989 р.н. Конотоп. | 3 серпня 2024  | Загинув в Донецькій області. |
| 19901     |                  | Позовний Володимир                                                        | 15.6.1986 р.н. Онуфріївка Кіровоградська область. | 3 серпня 2024  | Помер у лікарні міста Дніпро. |
| 19902     |                  | Панасюк Василь                                                            | 1990 р.н. | 3 серпня 2024  | Загинув в Харківській області. |
| 19903     |                  | Мацюк Юрій                                                                | 12 квітня 1997, селище Ланчин. 1 березня 2022 року долучився до лав ЗСУ. Служив заступником командира бойової машини, навідником-оператором 1 десантно-штурмового відділення 36 окремої бригади морської піхоти імені контрадмірала Михайла Білинського. | 3 серпня 2024  | Загинув у селі Тихе Вовчанської громади . |
| 19904     |                  | Селезньов Михайло Анатолійович                                            | 1977, м. Кривий Ріг. Закінчив ПТУ №28 за спеціальністю «кухар-кондитер». Недовго попрацював за фахом, а далі став покрівельником. Долучився до оборони України в березні 2023-го року. Служив стрільцем-помічником гранатометника. | 3 серпня 2024  | Загинув на Харківському напрямку |
| 19905     |                  | Розлуцький Андрій («Майстер»)                                             | 28.10.1979, с. Печанівка Житомирської області. Навчався у Ліцеї №93 Львівської міської ради. Із відзнакою закінчив Середнє професійно-технічне училище №64 (сьогодні – Державний навчальний заклад «Львівське вище професійне училище дизайну та будівництва»), здобув професію «Столяр із виготовлення художніх меблів». Після завершення навчання працював за фахом у Львові. Із початком повномасштабного вторгнення російської федерації став на оборону Батьківщини від російських загарбників. Виконував бойові завдання із захисту суверенітету та територіальної цілісності держави у складі 21-го окремого батальйону спеціального призначення Окремої президентської бригади імені гетьмана Богдана Хмельницького. | 3 серпня 2024  | Залишилися батьки, донька, брат та хрещений син . |
| 19906     |                  | Волох Олександр                                                           | м. Кривий Ріг. Працював на підприємстві «АрселорМіттал Кривий Ріг» пропарювальником залізничних цистерн. Він виконував тяжку, але важливу роботу — видаляв із цистерн затверділі залишки смоли. | 3 серпня 2024  | Загинув поблизу села Яблунівка, Краматорського району, Донецької області . |
| 19907     |                  | Устюжанін Іван                                                            | 49 років, солдат | 3 серпня 2024  | Загинув біля населеного пункту Торецьк Бахмутського району Донецької області |
| 19908     |                  | Осадчий Володимир                                                         | Старший сержант | 3 серпня 2024  | Загинув в результаті артилерійського обстрілу ворогом по позиціях підрозділу поблизу населеного пункту Водяне Волноваського району Донецької області . |
| 19909     |                  | Прокопчук Костянтин                                                       | Старший сержант. | 3 серпня 2024  | Загинув в районі населеного пункту Водяне Волноваського району Донецької області . |
| 19910     |                  | Олійник Олександр                                                         | | 3 серпня 2024  | Помер у військово-медичному клінічному центрі Північного регіону Харкова |
| 4 серпня  |                  |                                                                           | |                | |
| 19930     |                  | Клим’юк Микола Володимирович                                              | 13.04.1996, с. Середній Березів. Гранатометник 3 стрілецького відділення 3 стрілецького взводу 3 стрілецької роти, солдат | 4 серпня 2024  | Загинув в Запорізькій області |
| 19931     |                  | Захарчук Анатолій Федорович                                               | | 4 серпня 2024  | [ 32 ] |
| 19932     |                  | Пантак Сергій                                                             | Шеф-кухар херсонського ресторану "Кабанос". Від початку повномасштабного вторгнення Сергій спільно з колегами-кухарями готували в Херсоні для лікарів, пацієнтів та людей, які перебували в бомбосховищах. Щоденно кухарі годували обідами від 200 до 300 людей. Служив у 196-му окремому батальйоні 124-ї окремої бригади Сил територіальної оборони ЗСУ як пілот FPV-дронів | 4 серпня 2024  | Залишились дружина, донька та батьки |
| 19933     |                  | Могільницький Дмитро                                                      | Івано-Франкове. Служив у військовій частині А4574 у мінометному відділенні. | 4 серпня 2024  | 17 липня 2024, внаслідок бойових дій поблизу села Костянтинівка на Донеччині, отримав поранення. Помер під час лікування у військовому госпіталі |
| 5 серпня  |                  |                                                                           | |                | |
| 19960     |                  | Бущак Віктор                                                              | 1976 р.н. | 5 серпня 2024  | Загинув в Донецькій області |
| 19961     |                  | Скворцов Олександр Сергійович («Білорус»)                                 | 16 січня 1986. Військовий 3-го батальйону "Свобода". | 5 серпня 2024  | Похорон відбувся 8 серпня 2024 на Лісовому цвинтарі в Києві. |
| 19962     |                  | Ковалюк Олексій                                                           | 18 вересня 1993, с. Молодків біля Надвірної. Служив інспектором, навідником-оператором другого відділення прикордонної комендатури швидкого реагування 4 прикордонного загону ДПСУ. | 5 серпня 2024  | Загинув на Харківщині у селі Красне Перше Куп'янського району від термічних опіків отриманих під час бойового завдання |
| 19963     |                  | Майсун Павло Костянтинович                                                | | 5 серпня 2024  | [ 38 ] |
| 19964     |                  | Данилів Андрій Володимирович                                              | 11 жовтня 1998, с. Ріпчиці Меденицької громади. Після навчання в школі закінчив Меденицький аграрно–технологічний коледж. У травні 2024 вступив до лав ЗСУ. Служив у військовій частині А0998 на посаді стрільця-санітара мотопіхотного відділення. | 5 серпня 2024  | Загинув поблизу Часового Яру у Донецькій області . |
| 19965     |                  | Мар`яш Павло                                                              | 39 років. Був навідником зенітно-кулеметного відділення. Старший солдат | 5 серпня 2024  | Загинув через отримані поранення внаслідок ударів FPV-дронів на Донецькому напрямку. Похований на кладовищі села Забойки неподалік символічної могили борцям за волю України та поряд із загиблими побратимами-односельцями Андрієм Капчуром і Олександром Михайловським.                                                           |
| 19966     |                  | Буяновський Олег                                                          | 48 років, м. Броди. Служив на посаді стрільця-помічника гранатометника у другому стрілецькому відділенні. | 5 серпня 2024  | Загинув неподалік Часового Яру, що на Донеччині |
| 19967     |                  | Луцик Роман                                                               | с. Корчин Радехівської громади. Під час повномасштабної війни служив заступником командира бойової машини – навідник-оператор механізованого батальйону. | 5 серпня 2024  | Захисник загинув 5 серпня внаслідок отриманих поранень на Донецькому напрямку . |
| 19968     |                  | Олійник Любомир                                                           | 16 березня 1983, с. Воронів. Закінчив Липівську школу, здобув фахову освіту в Івано-Франківському професійному училищі № 18 та отримав спеціальність кухаря, бармена.У 2004 році одружився. У сім'ї народилися два сини Іван та Владислав. 27 квітня 2023 був мобілізований на військову службу. Виконував обов'язки навідника-оператора 1 взводу оперативного призначення однієї з військових частин НГУ | 5 серпня 2024  | Загинув під час бойового завдання в селі Стельмахівка Сватівського району Луганської області |
| 6 серпня  |                  |                                                                           | |                | |
| 19990     |                  | Вітер Олександр                                                           | 7.5.1968 р.н. Успенка, Буринський район | 6 серпня 2024  | [ 43 ] |
| 19991     |                  | Бакай Назар Михайлович                                                    | 12 листопада 1992, м. Бурштин. Головний сержант | 6 серпня 2024  | [ 44 ] |
| 19992     |                  | Єременко Андрій                                                           | 1983, с. Трофанівка Заболотівської громади. | 6 серпня 2024  | Загинув на Донеччині . |
| 19993     |                  | Гритчук Іван                                                              | 1973, с. Коршів Коршівської громади. Служив у механізованому відділенні механізованого батальйону. | 6 серпня 2024  | Загинув поблизу села Петропавлівка Куп'янського району на Харківщині . |
| 19994     |                  | Козак Василь                                                              | 47 років, м. Тернопіль. | 6 серпня 2024  | Загинув на Донеччині. Похований на Микулинецькому цвинтарі |
| 19995     |                  | Расевич-Кучинський Пшемислав («Кордіян») (Rasiewicz-Kuczyński Przemysław) | 2.05.1988, м. Ґдиня, Республіка Польща. Закінчив місцеву середню економічну школу. Активно займався громадською діяльністю, співорганізовував фестивалі та культурні заходи, успішно поєднуючи соціальну, благодійну та культурну роботу. Займався волонтерською діяльністю у місті Гродно (Республіка Білорусь), однак після початку політичних переслідувань білоруських активістів був змушений покинути країну. Із початком повномасштабного вторгнення російської федерації Пшемислав вирішив долучитися до захисту України від російських загарбників. Брав участь у боях на східному та південному напрямках у складі Інтернаціонального легіону (Полк Калиновського). | 6 серпня 2024  | Похорон відбувся 14 серпня 2024 у Львові. Залишилися два дідусі, бабуся, дядько з родиною та кохана дівчина . |
| 19996     |                  | Павленко Халід Абдель Рахман                                              | 3 серпня 2001, м. Хорол. На війні був командиром взводу штурмової роти 225 окремого штурмового батальйону. | 6 серпня 2024  | Загинув в бою поблизу Журавки на Сумщині. У нього лишилися 5-місячний син Дамір, батьки та дружина |
| 19997     |                  | Марченко Олександр                                                        | 38 років, селище Краснопавлівка, Харківська область. У 2003 році закінчив школу. Працював на будівництві, одружився, у родині народилася донька. Долучився до ЗСУ у травні 2024 року. Служив стрільцем-номером обслуги у десантно-штурмовому відділенні, солдат. | 6 серпня 2024  | Загинув біля села Басівка у Сумській області . |
| 19998     |                  | Кучеренко Богдан Ігорович                                                 | 22.12.1995, м. Кривий Ріг | 6 серпня 2024  | Загинув поблизу населеного пункту Андріївка Бахмутського району Донецької області |
| 19999     |                  | Бричко Володимир                                                          | 38 років | 6 серпня 2024  | Загинув в бою поблизу населеного пункту Юнаківка Сумської області. |
| 20000     |                  | Шварьов Микола Олександрович                                              | Сержант, технік. 116ОБрТрО | 6 серпня 2024  | Загинув в районі села Катеринівка Покровського району Донецької області внаслідок атаки ворожого БпЛА |
| 20001     |                  | Старінський Василь Олександрович                                          | 2006, с. Вакулівка. Стрілець 2-го штурмового спеціалізованого відділення 3-го штурмового спеціалізованого взводу2-ї штурмової спеціалізованої роти «ШКВАЛ» військової частини А 7400 | 6 серпня 2024  | Загинув внаслідок ворожого артилерійського обстрілу у районі населеного пункту Журавка Сумської області |
| 20002     |                  | Єськов Сергій Сергійович                                                  | 1 вересня 1988, м. Краматорськ. У 2004 р. закінчив загальноосвітню школу № 35. Потім навчався у Краматорському професійному ліцеї № 47, закінчивши його у 2007 році за професією слюсар-електрик з ремонту електроустаткування, слюсар з ремонту рухомого складу. З 2007 по 2008 р. пройшов службу в армії. З 2009 р. працював у КП «КТТУ». 15 лютого 2023 р. був призваний по мобілізації до лав ЗСУ, старший солдат. Стояв на захисті Кліщіївки, Іванівського Бахмутського району. | 6 серпня 2024  | Загинув у н.п. Ступочки, виконуючи бойове завдання. Залишилась дружина та двоє синочків . |
| 20003     |                  | Мельник Назарій                                                           | 1999, с. Ріп’янка Калуської громади. Радіотелефоніст-електрик ДШВ | 6 серпня 2024  | Загинув на Донеччині |
| 7 серпня  |                  |                                                                           | |                | |
| 20020     |                  | Науменко Вадим                                                            | 25 років, м. Суми. Сержант. | 7 серпня 2024  | Загинув в Сумській області |
| 20021     |                  | Голуб Віталій Іванович                                                    | 1 грудня 1980, м. Конотоп. Кулеметник штурмового спеціалізованого відділення | 7 серпня 2024  | Загинув в Сумській області. Нагороджений орденом "За мужність" ІІІ ступеня посмертно |
| 20022     |                  | Лінчак Адам                                                               | 19 років, с. Старява Мостиської громади. Студент факультету культури і мистецтв Львівського національного університету імені Івана Франка 2022–2023. Служив у військовій частині А7364 та був водієм відділення підвозу боєприпасів першого мінометного взводу. | 7 серпня 2024  | Загинув під час виконання бойового завдання у Юрʼївці, що на Донеччині. Похорон відбувся 11 серпня. Залишилися дві доньки, дружина і мати |
| 20023     |                  | Боярчук Денис Сергійович(«Бариста»)                                       | 1987, м. Моршин. Долучився до оборони України у 2014-му році. Повернувся у військо у 2022-му році, старший солдат. Спочатку обороняв Миколаївську область, а потім протягом майже двох років захищав Донеччину. Оператор 3 десантно-штурмового взводу 6 десантно-штурмової роти 2 десантно-штурмового батальйону | 7 серпня 2024  | Загинув поблизу населеного пункту Юнаківка Сумського району Сумської області. Похорон відбувся 11 серпня 2024 . |
| 20024     |                  | Денисюк Віталій Ігорович                                                  | 37 років, м. Броди. Навчався школі №3 та в Бродівській гімназії. За освітою був оператором комп'ютерного набору. Працював на Бродівському виробничому підрозділі ТзОВ «Електроконтакт Україна». У 2014-2015 роках брав участь в бойових діях у зоні АТО. Захищав Україну із початку повномасштабної війни, березня 2022. | 7 серпня 2024  | Помер від отриманих поранень на Сумщині . |
| 20025     |                  | Тесленко Максим                                                           | 27 листопада 1981, м. Олександрія. Навчався у школі №2, згодом вступив до індустріального технікуму за фахом технік-технолог. Працював в Києві сушистом, потім шеф-кухарем японської кухні. Через деякий час повернувся до Олександрії. Працював водієм на складі готової продукції підприємства. Мобілізований у жовтні 2022 року. | 7 серпня 2024  | Загинув на Миколаївщині. У Максима залишились дружина, шестирічний син та мати . |
| 20026     |                  | Клим Михайло                                                              | 17 листопада 1969, м. Івано-Франківськ | 7 серпня 2024  | 12 серпня 2024 похований на Алеї героїв на міському кладовищі у Чукалівці . |
| 20027     |                  | Натопта В`ячеслав                                                         | 30 квітня 1982, м. Кам'янець-Подільський. | 7 серпня 2024  | Похорон відбувся 15 серпня 2024 |
| 20028     |                  | Ткачишин Григорій Ярославович                                             | 27.12.1968, с. Бортків Золочівського району. Був солдатом кулеметного взводу механізованого батальйону військової частини А4123. Призваний на військову службу 28 лютого 2022 року. | 7 серпня 2024  | Загинув поблизу населеного пункту Терни Краматорського району Донецької області 7 серпня 2024 року . |
| 20029     |                  | Степанюк Аркадій Аркадійович                                              | 1975, с. Вчорайше, Житомирщина. Був мобілізований 10 травня 2024. Служив у десантно-штурмових військах — був навідником десантно-штурмового відділення десантно-штурмового взводу десантно-штурмової роти 2 десантно-штурмового батальйону військової частини А2582, 82 ОДШБр. | 7 серпня 2024  | Загинув в районі населеного пункту Свердликово Суджанського району Курської області |
| 20030     |                  | Черкавський Назарій                                                       | 17 жовтня 1983, селище Городниця, Житомирщина. Закінчив місцеву школу. Опісля вступив до "Житомирської політехніки" на факультет інформаційно-комп'ютерних технологій. Працював в логістичній сфері, разом з братом займався виготовленням меблів. Виховував двох дітей. Добровільно став на захист України з перших днів повномасштабного вторгнення. Нагороджений відомчими нагородами: відзнакою "За поранення" та відзнакою "Ветеран війни — учасник бойових дій". Попри важке поранення, військовий повернувся у стрій. | 7 серпня 2024  | Загинув під час виконання бойового завдання . |
| 20031     |                  | Бідалах Дмитро                                                            | Був солдатом військової частини А4856. | 7 серпня 2024  | Помер у військово-медичному клінічному центрі у Вінниці. З бійцем прощалися у селі Кам'янка |
| 20032     |                  | Кондур Тарас Ігорович                                                     | 8 вересня 1989, 34 роки, с. Грушів, закінчив Грушівську школу, а пізніше — училище №15. Після одруження проживав у Новому селі. Весною 2022 року мобілізувався і став на захист України, служив у складі 67 батальйону 103 бригади ТрО. З того часу перебував на передових позиціях, пройшовши гарячі точки фронту. | 7 серпня 2024  | Загинув у бою з ворогом поблизу населеного пункту Дарьїно Курської області. Залишились дружина, двоє дітей, батьки, два брати та сестра . |
| 20033     |                  | Тімофєєв Єлізар                                                           | 24 лютого 1969, Гребінка. | 7 серпня 2024  | Загинув під час ведення бойових дій в Юнаківці на Сумщині. Похорон відбувся 17 серпня 2024 на центральному кладовищі Гребінки . |
| 20034     |                  | Кушніров Олександр                                                        | 22 жовтня 1986, с. Клепачі Лубенського району. Його дитинство та юність минули у рідному селі. Базову середню освіту воїн здобув у Калайдинцівській школі. Вступив до Вороньківського професійно-технічного училища й навчався на тракториста-машиніста. Опісля разом із батьком поїхав на заробітки за кордон. Мав судимість. Улітку 2024 року став до лав ЗСУ. Служив на посаді стрільця стрілецького спеціалізованого відділення батальйону «Шквал», 47ОМБр. | 7 серпня 2024  | Загинув 7 серпня під час ведення бойових дій у прикордонному селі на Сумщині, діставши несумісні з життям поранення. Залишилися троє дітей і мати . |
| 20035     |                  | Мельничук Олексій Олександрович                                           | 1981, Луганська область. Сержант 67-ї окремої механізованої бригади ЗСУ. Під час повномасштабної війни проживав у родини в Рожищі. | 7 серпня 2024  | Загинув під час виконання бойового завдання в районі населеного пункту Терни Краматорського району Донецької області . |
| 20036     |                  | Панасюк Олег Петрович                                                     | 50 років, селище Чорнобаї. Мешкав в Черкасах. Сержант і командир стрілецького відділення. | 7 серпня 2024  | Загинув під час виконання бойового завдання на Донеччині . |
| 20037     |                  | Роговий Тарас Анатолійович                                                | м. Кременчук | 7 серпня 2024  | Загинув в районі села Свердликово Суджанського району Курської області. Похорон відбувся 20 серпня 2024 . |
| 20038     |                  | Половенко Віталій                                                         | 5.09.1997, м. Львів. Навчався у Закладі загальної середньої освіти №87 Львівської міської ради імені Ірини Калинець. Здобув освіту у Середньому професійно-технічному училищі № 18 м. Львова. Проходив військову службу в Полтаві. Впродовж 2018-2021 років виконував бойові завдання у зоні проведення операції Обʼєднаних сил у складі військ артилерії. Повернувшись, працював у сфері кулінарії. Із початком повномасштабного вторгнення російської федерації спершу стояв на обороні Скнилівського аеродрому. Надалі боровся із загарбниками на Харківщині, Сумщині та Донеччині у лавах 46-ї окремої аеромобільної бригади Десантно-штурмових військ ЗСУ. | 7 серпня 2024  | Похорон відбувся 21 серпня 2024 у Львові. Залишилися дві бабусі, батьки та сестра . |
| 20039     |                  | Захарчук Олег                                                             | 33 роки. Проживав у Полтаві. Старший водій ДШВ. | 7 серпня 2024  | Загинув в Курській області |
|           |                  | Колісник Микола Вікторович                                                | Молодший сержант, командир відділення. | 7 серпня 2024  | Загинув в районі міста Вугледар Волноваського району Донецької області . |
|           |                  | Нікіша Анатолій                                                           | До війни працював ковшовим у конвертерному цеху АМКР («АрселорМіттал Кривий Ріг»). | 7 серпня 2024  | Загинув на Бахмутському напрямку поблизу населеного пункту Іванівське |
|           |                  | Дзьобко Ярослав                                                           | 30 років, с. Гопчиця Погребищенської міської громади Вінницького району. Після закінчення місцевої школи здобув спеціальність кухара-кондитера у ДНЗ «Вище професійне училище №7 міста Вінниці». Деякий час працював за фахом в одному із міських закладів харчування. У 2018 долучився до ЗСУ як доброволець, а пізніше – уклав контракт зі Збройними Силами, який постійно поновлював. У званні старшого солдата чоловік протистояв ворогу у складі роти спецрозвідки 131-го окремого розвідувального батальйону імені полковника Євгена Коновальця. Звільняв Херсон, обороняв Миколаївщину, а останнім його рубежем стала Харківщина. | 7 серпня 2024  | Життя воїна обірвалося 7 серпня поблизу села Синьківка Куп’янського району |
|           |                  | Шевченко Вадим Миколайович                                                | 1 березня 1981, с. Терни Великорублівської громади. Солдат, водій штурмової роти. | 7 серпня 2024  | Загинув в районі села Мала Токмачка Пологівського району Запорізької області |
|           |                  | Щербань Ігор Анатолійович                                                 | 22 вересня 1978 року. Служив на посаді стрільця — помічника гранатометника десантно-штурмового відділення. | 7 серпня 2024  | Загинув в районі Новоіванівки Курської області |
|           |                  | Каленич Сергій Сергійович                                                 | 17.07.1996, с. Бузьке. | 7 серпня 2024  | Загинув в районі населеного пункту Журавка Сумської області . |
|           |                  | Степанюк Борис Олександрович («Нефрит»)                                   | 31 серпня 1997, м. Ковель. Після школи вступив до військового ліцею, а потім навчався у Львівській академії Сухопутних військ імені Гетьмана Петра Сагайдачного. Захищав країну з 2014 року у складі 80-ї десантно-штурмової бригади. Повномасштабну війну зустрів на фронті у складі 82-ї окремої механізованої бригади. Був начальником штабу, заступником командира артилерійського дивізіону. | 7 серпня 2024  | Загинув від влучання керованої авіабомби поблизу села Дарʼїно Курської області. Похований на Алеї Героїв в місті Ковель |
| 8 серпня  |                  |                                                                           | |                | |
| 20040     |                  | Подолей Павло Іванович                                                    | 10 липня 1984, м. Мукачево. Був військовослужбовцем 101-ї бригади ТРО. | 8 серпня 2024  | [ 82 ] |
| 20041     |                  | Андрієнко Юрій                                                            | 7.02.1971, м. Львів. Навчався у Середній загальноосвітній школі №22 ім. В.С. Стефаника міста Львова. Професійно-технічну освіту здобув у Державному навчальному закладі «Львівське вище професійне училище технологій та сервісу». Тривалий час працював у сфері автомобільних перевезень. Солдат. Під час повномасштабного російського вторгнення боронив Україну в 59-й окремій мотопіхотній бригаді імені Якова Гандзюка. Виконував бойові завдання на Донецькому напрямку. | 8 серпня 2024  | Похорон відбувся 27 серпня у Львові. Залишились дружина, син, донька та мати . |
| 20042     |                  | Литвин Михайло                                                            | с. Репехів Бібрської громади Львівського району. Був водієм кулеметного взводу стрілецького батальйону військової частини А7028. | 8 серпня 2024  | Загинув на Донеччині. Похорон відбувся 2 вересня 2024 |
| 20043     |                  | Березівський Микола Андрійович («Староста»)                               | 22 травня 1994, Шполянський район. Проживав в селі Старі Бабани. Закінчивши навчання у школі, він вирішив пов’язати своє життя з працею на землі, тому вступив на факультет агрономії Уманського НУС. З 2011 по 2015 роки Микола здобув ступінь бакалавра на денній формі навчання, а потім у 2015-2016 роках ще й магістра заочно. Адже вже у той час він боронив Батьківщину від зазіхань ворога. Був командиром машини мотопіхотного взводу окремої механізованої бригади імені Чорних Запорожців. Учасник Революції Гідності. З початку 2014 року активно займався волонтерством, а потім пішов на війну добровольцем. Згодом служив у полку «Азов». | 8 серпня 2024  | Загинув 8 серпня 2024 року на Донеччині. Похований в Умані . |
| 9 серпня  |                  |                                                                           | |                | |
| 20050     |                  | Гостьонов Артем                                                           | 28 років, м. Червоноград. Виконував бойові завдання на східному напрямку. | 9 серпня 2024  | 8 серпня 2024 року під час виконання бойового завдання поблизу села Дорожнянка Пологівського району Запорізької області отримав уламкові поранення. Помер 9 серпня у Запорізькій обласній клінічній лікарні. |
| 20051     |                  | Ковач Валентин                                                            | | 9 серпня 2024  | Загинув в Донецькій області |
| 20052     |                  | Рабенко Андрій                                                            | с. Колодяжне. Підписав контракт в березні 2024. | 9 серпня 2024  | Загинув під час проведення зачистки в н.п. Торецьк Донецької області |
| 20053     |                  | Вістовський Володимир Васильович                                          | 8 квітня 1985, м. Долина. Кулеметник першого стрілецького відділення другого стрілецького взводу першої стрілецької роти військової частини А4220, сержант | 9 серпня 2024  | Загинув під час виконання бойового завдання поблизу Воздвиженки, Донецької області |
| 20054     |                  | Лановенко Сергій Валерійович                                              | 27 вересня 1977, с. Завалля Гайворонського району Кіровоградської області. Закінчив місцеву школу та ВНЗ. За фахом був газоелектрозварювальником. Останні роки працював на заводі залізобетонних конструкцій імені Світлани Ковальської. У травні 2024 року пройшов військово-лікарську комісію та згодом відправився служити до лав ЗСУ кулеметником, ставши на захист України. На фронті був водієм бронетранспортеру, взявши на себе велику відповідальність: відповідати не лише за своє життя, а й за життя усього екіпажу бойової машини. Мешкав в Козині на Київщині | 9 серпня 2024  | На фронті під час виконання бойового завдання поблизу села Журавка Сумської області. Залишилась дружина та 21-річний син. |
| 20055     |                  | Судило Тарас                                                              | 41 рік, с. Ясенів Золочівського району. Воїн був старшим стрільцем-оператором відділення. Призваний на військову службу у квітні 2022 року. | 9 серпня 2024  | Загинув 9 серпня 2024 року в результаті ворожого обстрілу на околицях села Журавка Сумського району Сумської області |
| 20056     |                  | Василенко Юрій                                                            | 1977, с. Іркліїв. Був навідником механізованого відділення окремої механізованої бригади. | 9 серпня 2024  | Загинув унаслідок штурмових дій противника в районі населеного пункту в Курській області |
| 20057     |                  | Ільченко Дмитро                                                           | 37 років, м. Житомир. Закінчив ліцей № 5. Опісля вступив до Житомирського національного агроекологічного університету за спеціальністю «Екологія». Працював приватним підприємцем. Із червня 2023 року став на захист України. | 9 серпня 2024  | Помер 9 серпня у лікарні. Похований на Алеї Слави на Корбутівському кладовищі у Житомирі. |
| 20058     |                  | Лікар Василь Васильович                                                   | с. Путила. Служив у військовій частині А7186, сержант. | 9 серпня 2024  | Загинув 9 серпня внаслідок мінно-вибухової травми, яку отримав у Харківській області. |
| 20059     |                  | Крамарівський Любомир Іванович                                            | 21.02.1981, м. Львів. Навчався у Середній загальноосвітній школі № 62. Здобув освіту спершу у Львівському поліграфічному фаховому коледжі та Ставропігійському вищому професійному училищі м. Львова, згодом вступив до Української академії друкарства. Також закінчив Львівську філію Європейського університету. Займався приватним підприємництвом у поліграфічній сфері. Разом з дружиною мешкав у селі Суховоля на вулиці Гонти, 8. У квітні 2024 року став на захист Батьківщини від загарбників. Проходив військову службу на Сумщині у лавах 103-ї окремої бригади ТРО. | 9 серпня 2024  | Похорон відбувся 17 серпня 2024 у Львові. Залишилися батьки, вагітна дружина, однорічна донька та брат. Загинув поблизу населеного пункту Кияниця, Сумської області |
| 20060     |                  | Хижняк Віктор Миколайович                                                 | 54 роки, с. Черкаська Лозова, Харківська область. Служив стрільцем-помічником гранатометника у 63 окремому батальйоні Сил ТрО Збройних. | 9 серпня 2024  | Загинув поблизу населеного пункту Кияниця Сумського району Сумської області під час виконання обов'язків військової служби. Похорон відбувся 16 серпня 2024 |
| 20061     |                  | Розенко Віталій Миколайович                                               | 8 червня 1978, м. Львів. Згодом з сім'єю переїхав до Дрогобича, де в подальшому проживав. Закінчив 14-ту школу, згодом Львівський національний університет МВС. 11 років свого життя віддав службі в поліції. Після звільнення працював на «Леоні». У січні 2024 року був мобілізований і став на захист України. Захищав Україну в складі 67 батальйону ТрО ЗСУ. З того часу перебував на передових позиціях фронту. | 9 серпня 2024  | Загинув під час виконання бойового завдання з захисту України на Сумщині. Залишились сестра, племінники, донька та колишня дружина. Похорон відбувся 14 серпня 2024 в місті Дрогобич. |
| 20062     |                  | Кожан Ростислав Сергійович                                                | 1990, с. Довге Моршинської територіальної громади. Гранатометник 2-го стрілецького відділення 3-го стрілецького взводу 2-ї стрілецької роти. | 9 серпня 2024  | Загинув поблизу населеного пункту Кияниця Сумського району Сумської області. Похорон відбувся в селі Довге |
| 20063     |                  | Северин Олег Тарасович                                                    | 1981, м. Снятин. | 9 серпня 2024  | Загинув під час ведення бойових дій на Сумщині. Похорон відбувся 15 серпня 2024 у Снятині |
| 20064     |                  | Покотило В'ячеслав Миколайович                                            | 22 роки, с. Рогізна. На військову службу був прийнятий 12 травня 2023 р. Кам'янець-Подільським РТЦК та СП, мужньо виконував військовий обов'язок на посаді майстра ударних безпілотних авіаційних комплексів. | 9 серпня 2024  | Загинув поблизу н.п. Кияниця Сумської області |
| 20065     |                  | Зеленський Олександр Миколайович                                          | | 9 серпня 2024  | Загинув поблизу населеного пункту Кияниця Сумського району Сумської області |
| 20066     |                  | Сирота Микола                                                             | Нові Санжари. | 9 серпня 2024  | Загинув під час виконання бойового завдання поблизу Журавки на Сумщині. |
| 20067     |                  | Почивалін Владислав                                                       | 27 років, м. Біла Церква. Був стрільцем, помічником гранатометника механізованого батальйону військової частини А7028. | 9 серпня 2024  | Загинув біля населеного пункту Торецьк Донецької області. Похований на Алеї Слави Сухоярське кладовище. |
| 20068     |                  | Обихвіст Євгеній                                                          | 27 років, с. Росішка. | 9 серпня 2024  | Загинув під час виконання бойового завдання на Сумщині, загинув внаслідок ворожого артилерійського обстрілу, отримавши травми, несумісні з життям. |
| 20069     |                  | Іванко Геннадій Володимирович                                             | 10 травня 1997, с. Соколівка Новобасанської громади Ніжинського району Чернігівської області. Працював у сфері сільського господарства. Був мобілізований 30 квітня 2024. Служив на посаді стрільця — номера обслуги 4 десантно-штурмового відділення 3 десантно-штурмового взводу 10 десантно-штурмової роти 3 десантно-штурмового батальйону. | 9 серпня 2024  | Загинув поблизу населеного пункту Шептухівка Кореневського району Курської області. |
| 20070     |                  | Качковський Андрій Миколайович                                            | 7 грудня 2000, м. Ківерці. Навчався у третій міській школі. Професійну освіту водія здобув у Колківському професійно-технічному училищі. У 2018 році був призваний на строкову військову службу до ЗСУ. Служив в Одесі, в складі підрозділу НГУ. У 2019 році Андрій підписав контракт на службу в НГУ, старший солдат. | 9 серпня 2024  | Загинув внаслідок ураження ворогом FPV-дроном вогневої позиції сил оборони поблизу населеного пункту Свиридонівка Покровського району Донецької області. |
| 20071     |                  | Прокопов Ігор                                                             | 13 травня 1981, м. Ужгород. Закінчив місцеву школу № 15, вищу освіту за спеціальністю «викладач англійської мови» та «правознавство» здобув у Харківському національному університеті внутрішніх справ. Строкову військову службу проходив у Державній прикордонній службі України. У 2016—2018 роках захищав Україну на сході — брав участь в антитерористичній операції. Із 2001 до 2021 року працював в органах державної безпеки, зокрема в управлінні СБУ у Закарпатській області. У листопаді 2022 року знову став на захист Батьківщини від російських агресорів. Майор ЗСУ. | 9 серпня 2024  | Загинув у Куп'янському районі Харківської області |
| 20072     |                  | Іфрім В'ячеслав Дмитрович                                                 | 28 лютого 1988, Молдова. З дитинства жив на Вінниччині. Закінчив середню школу в селі Мовчани, старшу — у Жмеринці. Пізніше здобув вищу освіту у Вінницькому національному технічному університеті за спеціальністю «Програмна інженерія». У цивільному житті працював торговельним представником у кондитерській корпорації «Рошен». Пройшовши навчання у Військовій академії в Одесі, він здобув офіцерське звання. Воював у складі 82-ї окремої десантно-штурмової бригади | 9 серпня 2024  | Загинув в Курській області. Похований на Алеї Слави Сабарівського кладовища в Вінниці. |
| 20073     |                  | Вовчанський Іван                                                          | 29.06.1991, м. Червоноград Львівської області. Навчався у середній загальноосвітній школі № 90 міста Львова. Закінчив факультет культури і мистецтв Львівського національного університету імені Івана Франка. За словами близьких, любив досліджувати релігієзнавство, вивчати філософію та був палким націоналістом. Був учасником АТО, під час якої захищав Україну в складі 24-ї окремої механізованої бригади імені короля Данила. Із початком повномасштабного російського вторгнення боронив державу в лавах 5-го батальйону спеціального призначення «Любарт» 12-ї бригади спеціального призначення «Азов». Виконував бойові завдання на Донеччині. | 9 серпня 2024  | Похорон відбувся 31 серпня 2024 у Львові. Залишились мати, батько та брат. |
| 20074     |                  | Шелемей Богдан                                                            | с. Тудорковичі Червоноградського району. Був учасником АТО. З перших днів повномасштабного вторгнення добровольцем пішов захищати Україну. Був командиром стрілецького відділення військової частини А7075. | 9 серпня 2024  | Похорон відбувся 2 вересня 2024 |
| 20075     |                  | Дяволюк Олег                                                              | 4.08.1999, с. Лагідне (раніше — Кірове) Запорізької області. Навчався у місцевій середній загальноосвітній школі. Згодом здобув професійно-технічну освіту у колишньому Молочанському професійному аграрному ліцеї. Завершивши навчання, почав працювати у сільськогосподарській сфері. Захоплювався технікою. Із початком повномасштабного вторгнення його родина була змушена покинути рідний дім та переїхати до села Хоросно Львівської області. Там він добровольцем вступив до лав 103-ї окремої бригади територіальної оборони | 9 серпня 2024  | Залишилися дружина, двоє дітей і велика родина |
| 20076     |                  | Бровко Юрій («Хахол»)                                                     | 24 лютого. На фронті завозив побратимів на позиції та евакуював поранених із Запорізької, Харківської та Сумської областей. Боєць підрозділу Аратта у складі спецпідрозділу Тимура ГУР МО. | 9 серпня 2024  | Загинув під час виконання бойового завдання від вогнепального поранення. Батько чотирьох дітей. Похорон відбувся 17 січня 2025 в Запоріжжі |
| 20077     |                  | Іваницький Сергій                                                         | 29 травня 1981, м. Калуш. 5 травня 2023 року він добровільно мобілізувався до війська. Був командиром стрілецького відділення однієї з військових частин. Сержант | 9 серпня 2024  | Загинув в одному з населених пунктів на Сумщині під час бойового завдання |
| 20078     |                  | Канонік Петро Миколайович                                                 | 24.02.1990, м. Ковель Волинської області. Учасник АТО. З травня 2022 року — сержант 110 ОБрТрО. Був нагороджений орденом «За мужність» ІІІ ст. | 9 серпня 2024  | Загинув 9 серпня 2024 року біля м. Торецьк Донецької області. Герой України (посмертно). |
| 10 серпня |                  |                                                                           | |                | |
| 20080     |                  | Ригель Володимир Володимирович                                            | 36 років, с. Зимна Вода | 10 серпня 2024 | Загинув внаслідок важких поранень, отриманих під час виконання бойового завдання в зоні безпосередніх бойових дій в районі н.п. Желанне, Донецької області |
| 20081     |                  | Бацал Олексій                                                             | 23.08.1984 р.н. м. Охтирка | 10 серпня 2024 | |
| 20082     |                  | Урбанович Тарас                                                           | 31 рік, м. Калуш. Служив оператором відділення безпілотних авіаційних комплексів штурмової роти штурмового батальйону | 10 серпня 2024 | Загинув на Донеччині внаслідок російського ракетно-артилерійського обстрілу . |
| 20083     |                  | Колодяжний Владислав Вікторович                                           | 1996, селище Залізничне біля Гуляйполя, Запорізька область. | 10 серпня 2024 | Загинув на Бахмутському напрямку . |
| 20084     |                  | Піліпака Леонід                                                           | 8.04.1987, с. Ситне Рівненської області. Навчався у Ситненському ліцеї. Після закінчення школи переїхав до Львова, де здобув професійно-технічну освіту за спеціальністю «Слюсар з ремонту автомобілів, зварник». Проходив строкову військову службу на Львівщині. Згодом займався зварюванням металевих конструкцій, відкрив свою кузню із виготовлення конструкцій з металу. Із початком повномасштабного вторгнення російської федерації добровільно вступив до територіальної оборони міста Винники. У січні 2024 року став до лав 125-ї окремої бригади територіальної оборони. Виконував бойові завдання із захисту держави на Харківщині та Донеччині. | 10 серпня 2024 | Похорон відбувся 14 серпня 2024 у Львові. Залишилися батьки, дружина та донька . |
| 20085     |                  | Окул Георгій                                                              | 25.01.1980, м. Львів. Навчався у Ліцеї №93 Львівської міської ради. Здобув освіту у колишньому Львівському технікумі залізничного транспорту. Брав безпосередню участь у будівництві Храму Різдва Пресвятої Богородиці. Після завершення навчання обіймав посаду електрика у Львівському національному університеті імені Івана Франка. Згодом працював у Регіональній філії «Львівська залізниця» Акціонерного товариства «Українська залізниця», а впродовж останнього часу – у Товаристві з обмеженою відповідальністю «Деос Реліз». Із початком повномасштабного вторгнення російської федерації став на захист держави від російських окупантів. Виконував бойові завдання на Луганщині у лавах 3-ї окремої штурмової бригади. | 10 серпня 2024 | Похорон відбувся 17 серпня 2024 у Львові. Залишилися мама, дві сестри, два племінники, дві племінниці та кохана дівчина . |
| 20086     |                  | Вишиванюк Микола Васильович                                               | 27.04.1979, с. Раківчик Коломийської громади. На фронті служив стрільцем-помічником гранатометника 32 окремої механізованої бригади Збройних сил України. | 10 серпня 2024 | Загинув 10 серпня 2024 року на Донеччині . |
| 20087     |                  | Назарук Василь                                                            | 22 липня 1978 року, Отинія. На фронт мобілізувався 28 лютого 2023 року. Служив водієм автомобільного відділення мінометної батареї 42 окремої механізованої бригади. | 10 серпня 2024 | Загинув під час обстрілу FPV-дроном 10 серпня 2024 року поблизу села Стариця Вовчанської міської громади на Харківщині. |
| 20088     |                  | Бацало Олексій                                                            | 39 років, м. Охтирка. Навчався в школі №3. Свій бойовий шлях почав, захищаючи рідне місто Охтирка. Відповідав “за небо” – виконував задачі по протидії авіації. | 10 серпня 2024 | Загинув солдат 10 серпня на прикордонні |
| 20089     |                  | Козаков Олександр                                                         | 2 грудня 1972, с. Тростянець, Рівненська область. Працював бригадиром та головою колгоспу. 21 березня 2022 року був призваний на війську службу | 10 серпня 2024 | Загинув на Донеччині внаслідок скиду боєприпаса з ворожого дрону |
| 20090     |                  | Павлишинець Руслан                                                        | 31.08.1982, м. Новий Розділ Львівської області. Навчався у Новороздільському закладі загальної середньої освіти І-ІІІ ступенів №2 Новороздільської міської ради Львівської області. Здобув освіту за професією електрозварника у Новороздільському професійно-технічному училищі №5 (сьогодні – Державний професійно-технічний навчальний заклад «Новороздільський професійний ліцей»). Згодом продовжив навчання в Університеті управління і підприємництва в місті Хелм (Республіка Польща). Із початком повномасштабного вторгнення долучився до ЗСУ. Служив в 93 ОМБр «Холодний Яр». | 10 серпня 2024 | Похорон відбувся 19 серпня 2024 у Львові. Залишилися донька, батьки, сестра та тітка . |
| 20091     |                  | Ігнатенко Петро Петрович                                                  | 2.03.1980, Поліська | 10 серпня 2024 | Загинув біля села Невське Красноріченської селищної громади Сватівського району Луганської області |
| 20092     |                  | Чубар Олег Сергійович                                                     | 26.01.1978, Криничанська ТГ. Став до лав Збройних Сил України 12 березня 2024 | 10 серпня 2024 | Загинув в напрямку населеного пункту Ольгівка Курської області. Залишилися: батько, сестра, цивільна дружина, три доньки. Похований на центральному кладовищі селища Кринички |
| 20093     |                  | Хоменко Олександр Григорович                                              | 8.08.1977, с. Станішівка. В 2014 перебував в зоні АТО. Мобілізований 17 травня 2023. | 10 серпня 2024 | Загинув в районі населеного пункту Костянтинівка, Краматорського району |
| 20094     |                  | Кардава Васілі                                                            | 14 березня 1990, Абхазія. У Грузинському технічному університеті отримав спеціальність інженер-електронік. Служив в Збройних силах Грузії. Працював на промисловому підприємстві, а згодом діджеєм в Туреччині. У 2022 році приїхав до України та став до лав ЗСУ. Служив у ЗСУ розвідником-оператором. | 10 серпня 2024 | Загинув на Донеччині. Залишилися дружина та дитина |
| 11 серпня |                  |                                                                           | |                | |
| 20110     |                  | Бабенко Артем Миколайович                                                 | 29 років, м. Ромни. 31 грудня 2021 підписав контракт із ЗСУ. Вже в лютому 2022 року мужньо зустрів війну. Тоді з побратимами їм вдалося гідно дати відсіч ворогу, який був в Сумах. Потім боронив країну і на кордоні області. Капітан 117-ї окремої територіальної оборони міста Суми | 11 серпня 2024 | Загинув від ворожого ракетного удару в місті Суми. Похований на Алеї Слави Баранівського кладовища в Сумах. Залишились дружина, син, батьки, сестра |
| 20111     |                  | Мартинюк Олег Олександрович                                               | 1976 р.н. | 11 серпня 2024 | |
| 20112     |                  | Малий Володимир                                                           | 36 років, с. Кавсько Стрийської громади. Навчався у Львівському коледжі зв’язку. Із початком повномасштабного вторгнення РФ добровільно долучився до Збройних сил. Був солдатом, старшим водієм-електриком мінометного взводу Стрийського батальйону ТрО. | 11 серпня 2024 | Помер 11 серпня 2024 року внаслідок зупинки серця у зоні бойових дій . |
| 20113     |                  | Лазарев Ігор                                                              | 59 років, м. Самбір. Був молодшим сержантом, командиром третього стрілецького відділення другої стрілецького взводу третьої стрілецької роти військової частини А7371. | 11 серпня 2024 | Загинув 11 серпня 2024 року від поранень . |
| 20114     |                  | Васинда Павло Михайлович                                                  | 28 листопада 1979 | 11 серпня 2024 | Похорон відбувся 16 серпня 2024 в Івано-Франківську на Алеї героїв на міському кладовищі у Чукалівці . |
| 20115     |                  | Силка Віталій Миколайович                                                 | 5 травня 1983, с. Удовиченки. Здобув освіту в Полтавському нафтовому геологорозвідувальному технікумі. Понад 20 років працював бурильником у компанії «Полтаванафтогаз». У 2011 році чоловік переїхав до Полтави, де через два роки створив родину. Разом із дружиною Іриною виховував двох синів. 20 травня 2024 мобілізований до лав ЗСУ. Після навчання служив на посаді стрільця, помічника гранатометника в десантно-штурмовому відділенні десантно-штурмового батальйону. | 11 серпня 2024 | Загинув у бою 11 серпня під час операції біля села Мартинівка в Курській області. Похований 16 серпня 2024 року у рідному селі Удовиченки . |
| 20116     |                  | Яроцький Михайло Сергійович                                               | 1994, Гончариський старостинський округ Катеринопільської громади. Проходив військову службу стрільцем, помічником гранатометника, 2 протитанкового відділення, протитанкового взводу, роти вогневої підтримки | 11 серпня 2024 | Загинув поблизу міста Торецьк Донецької області. |
| 20117     |                  | Кісільов Руслан Григорович                                                | 45 рокві, м. Вараш. Навчався у Вараському ліцеї № 1. Після - здобув професію столяра у ПТУ ВП РАЕС. До мобілізації працював різноробочим у Києві. Мобілізований у травні 2024 | 11 серпня 2024 | Загинув поблизу населеного пункту Леонідово Курської області, отримав поранення, несумісні із життям. Похований на Алеї Героїв кладовища у с. Стара Рафалівка . |
| 20118     |                  | Дівізінські Мирослав                                                      | 29 квітня 1997, с. Тиманівка Тульчинської громади. Служив навідником десантно-штурмового відділення десантно-штурмового взводу 9-ї десантно-штурмової роти 3-го десантно-штурмового батальйону. | 11 серпня 2024 | Загинув в районі населеного пункту Каучук Кореневського району Курської області |
| 20119     |                  | Гурко Олександр Сергійович («В`юн»)                                       | 14.06.1991, селище Шацьк. Був мобілізований до війська 13 грудня 2023 року. У званні солдата боронив Україну в складі військової частини А4935. | 11 серпня 2024 | Загинув 11 серпня на Покровському напрямку на Донеччині від отриманих поранень . |
| 20120     |                  | Бевх Павло                                                                | 57 років, с. Шляхтинці. Недавно разом з родиною придбав будинок у селі. Старший сержант. | 11 серпня 2024 | Загинув у Харківській області під час виконання бойового завдання. Похорон відбувся 17 серпня в місті Тернопіль . |
| 20121     |                  | Мулюков Геннадій                                                          | 54 роки, м. Олександрія. | 11 серпня 2024 | Загинув під час виконання бойового завдання |
| 20122     |                  | Росляков Олександр Олександрович                                          | 20 квітня 2000, м. Гребінка, де закінчив місцеву школу. На захист України став з початку повномасштабного вторгнення. На службі воїн мав звання молодший сержант та був командиром штурмового відділення штурмової спеціалізованої роти "Шквал". | 11 серпня 2024 | Загинув внаслідок підриву транспортного засобу на мінно-вибуховому загородженні армії РФ в районі села Журавки Сумської області . |
| 20123     |                  | Демчина Ігор                                                              | 23 січня 1976, м. Костопіль. На війну пішов добровольцем. Служив гранатометником єгерського відділення. | 11 серпня 2024 | Загинув внаслідок мінно-вибухової травми на Донеччині |
| 20124     |                  | Свергун Роман Григорович                                                  | 1990, Царичанська громада, Дніпропетровщина | 11 серпня 2024 | Загинув в Курській області на території між позиціями сил оборони та позиціями військ держави-агресора . |
| 20125     |                  | Ковач Василь Васильович                                                   | Мачухівська громада | 11 серпня 2024 | Загинув біля населеного пункту Добропілля Покровського району Донецької області |
| 20126     |                  | Каленіченко Сергій                                                        | 1984, Мачухівська громада, Полтавщина. | 11 серпня 2024 | Загинув біля міста Коренево, Курська область |
| 20127     |                  | Калько Руслан («Святий»)                                                  | 29.12.1977 | 11 серпня 2024 | |
| 20128     |                  | Кісільов Руслан                                                           | м. Вараш, Рівненська область | 11 серпня 2024 | Загинув в Курській області |
| 20129     |                  | Подоба Микола                                                             | 48 років, с. Грімне Комарнівської громади. Воював у складі 125 окремої бригади територіальної оборони. | 11 серпня 2024 | Похорон відбувся 20 липня 2024. Загинув у Куп’янському районі Харківської області |
| 12 серпня |                  |                                                                           | |                | |
| 20140     |                  | Мигуля Олександр Володимирович                                            | 21 квітня 1997, м. Мена, Чернігівська область. Навчався у Харківському національному університеті Повітряних сил. Був командиром авіаційної ланки, капітан. Пілот МіҐ-29. | 12 серпня 2024 | Загинув 12 серпня 2024 року під час бойового завдання . |
| 20141     |                  | Рабошук Вадим («Амур»)                                                    | 25 років, с. Осники, Житомирська область. Підрозділ БПЛА «Apachi», 81ОАеМБр, молодший сержант | 12 серпня 2024 | Загинув на Луганщині виконуючи бойове завдання в ролі пілота FPV . |
| 20142     |                  | Бояновська Юлія Ігорівна («Тиша»)                                         | 2 вересня 2004, с. Кнісело Львівська область. Була членом осередку Правої Молоді. Навчалася на програмі менеджмент у ветеринарному у Львівському національному університеті ветеринарної медицини імені Степана Ґжицького. У віці 19 років стала на захист України. Стрільчиня-операторка 1-го штурмового відділення 3-го штурмового взводу 1-ї штурмової роти 1-го штурмового батальйону 3-ї окремої штурмової бригади | 12 серпня 2024 | Загинула біля населеного пункту Греківка Сватівського району Луганської області. Залишились батьки та 17-річний брат. Похорон відбувся 15 серпня 2024 . |
| 20143     |                  | Латіфа Олексій Миколайович                                                | 25 років, м. Черкаси. Герой був головним сержантом другої стрілецької роти військової частини А7322. | 12 серпня 2024 | Загинув при виконанні бойового завдання в районі н.п. Верхньокам’янське Бахмутського району Донецькій області |
| 20144     |                  | Смоляк Микола Ярославович                                                 | 2 грудня 1984, с. Гузіїв Болехівської громади. Був учасником АТО/ООС. Повернувся у військо у грудні 2020 року. Служив гранатометником у 22 окремій механізованій бригаді. | 12 серпня 2024 | Загинув внаслідок мінно-вибухової травми в Курській області. У нього залишилися мати, дружина та двоє синів . |
| 20145     |                  | Федорів Богдан                                                            | 44 роки, с. Копанки. Служив водієм-електриком електротехнічного відділення інженерного взводу батальйону матеріального забезпечення однієї з військових частин. | 12 серпня 2024 | Загинув під час виконання бойового завдання на Донеччині |
| 20146     |                  | Дяків Олег                                                                | 1989, с. Іваниківка, Івано-Франківська область. Служив у 3ОШБр, мав посаду стрільця й служив помічником гранатометника. | 12 серпня 2024 | Загинув поблизу села Нововодяне Сватівського району . |
| 20147     |                  | Ліпич Микола Миколайович                                                  | 1995, Камінь-Каширська громада, Волинь | 12 серпня 2024 | [ 142 ] |
| 20148     |                  | Іонов Петро                                                               | 20 липня 1991, м. Борислав. Виховувався в дитячому будинку “Оріана”. Туди його, трирічного хлопчика, за ручку привела старша сестра разом з іншими братами та сестрами. Їх добре пам’ятають вихователі, адже вони прийшли туди поміж перших незадовго після відкриття дитбудинку. Навчався у закладі загальної середньої освіти №3, згодом — у професійному ліцеї. Службу проходив у 54-й окремій механізованій бригаді імені гетьмана Івана Мазепи. Був стрільцем-снайпером мотопіхотного відділення. | 12 серпня 2024 | Загинув у Бахмутському районі |
| 20149     |                  | Довгалюк Роман Анатолійович                                               | 38 років, с. Мишковичі. Працював тату-майстром, артистом вогняного шоу, брав участь у співочих конкурсах. У 15 років самостійно освоїв їзду на мотоциклі, а вже в дорослому віці створив власний байкерський клуб. Колекціонував старовинний глиняний посуд і карнавальні маски. Обороняв Україну в часи АТО. Служив у 44 окремій артилерійській бригаді. Захищав Україну від окупантів на Житомирщині, Оріхівському напрямку, у районі Куп’янська та Бахмута. | 12 серпня 2024 | Загинув 12 серпня на Сумщині, виконуючи бойове завдання. Залишились мама Христина, батько Анатолій, донька Софія, брати Іван та Андрій . |
| 20150     |                  | Макарчук Павло Миколайович                                                | 2000, селище Любешів, Волинь. Солдат. | 12 серпня 2024 | Загинув під час виконання бойового завдання на території Харківської області |
| 20151     |                  | Денисенко Кирило                                                          | 18 травня 2003, селище Каланчак Скадовського району. | 12 серпня 2024 | Загинув у ході ведення бойових дій поблизу села Кліщіївка Бахмутського району Донецької області . |
| 20152     |                  | Лисенко Іван Миколайович                                                  | 18 березня 1977, м. Кам`янське. У 1995 році закінчив ПТУ № 26. Упродовж 1995-1996 років проходив строкову військову службу. Тривалий час працював на Дніпровському заводі мінеральних добрив. У липні 2022 року став на захист України. Головний сержант | 12 серпня 2024 | Загинув поблизу населеного пункту Юріївка на Донеччині внаслідок ураження ворожим дроном. Залишилися дружина, два сини, дві доньки, батько та брат. Похорон відбувся 17 серпня 2024 на Алеї Героїв кладовища на вулиці Весняній .                                                                                                   |
| 20153     |                  | Приходько Віталій                                                         | 29 січня 1979, м. Рівне. Закінчив Рівненський ліцей #19. Відслужив строкову службу в армії, яка минала у рідному місті. Своє покликання знайшов у підприємницькій діяльності, а саме у пасажирських перевезеннях – працював на маршруті #34 Рівного. Пройшов пекельні бої, отримав поранення під Бахмутом. Пройшов підготовку на кількох курсах та отримав кваліфікацію пілота БПЛА та тепер ніс службу, керуючи дронами. | 12 серпня 2024 | Загинув від ворожого удару на Харківському напрямку . |
| 20154     |                  | Євсігнєєв Олег Анатолійович («Метро»)                                     | 21.10.1970. Військовослужбовець 3-го батальйону «Свобода» Бригади наступу НГУ «Рубіж», доброволець. | 12 серпня 2024 | Загинув біля села Спірне Донецької області. Отримав смертельне поранення під час виконання бойового завдання. Прощання відбулося 22 серпня 2024 у с. Глеваха Київської області. |
| 20155     |                  | Сорока Микола                                                             | 41 рік, с. Слобідка-Смотрицька Чемеровецької селищної громади, Хмельниччина. Брав участь в АТО. В 2022-му повернувся до війська. | 12 серпня 2024 | Загинув в Курській області |
| 20156     |                  | Стеценко Володимир Миколайович                                            | 8 листопада 2003, с. Угроїди Сумської області. Виховувався у прийомній родині у селі Абрамівка Машівської громади. Навчався в Абрамівській школі та Дмитрівському ліцеї. Надзвичайно любив спорт, був членом шкільної футбольної команди. Після закінчення навчання працював у ТОВ «Машівка-Агро-Альянс». Через деякий час повернувся на свою малу батьківщину, де в нього залишилися рідні. Став до лав ЗСУ на початку повномасштабного вторгнення росіян. | 12 серпня 2024 | З 12 серпня вважався безвісти зниклим на Луганщині |
| 20157     |                  | Думан Вадим                                                               | 22 роки, с. Замостя, Буковина. Був солдатом військової частини А4267. Він служив у ЗСУ за контрактом. | 12 серпня 2024 | Помер від поранень, які отримав під час бою на Курщині |
| 20158     |                  | Юхан Віталій Ігорович («Манюня»)                                          | | 12 серпня 2024 | [ 152 ] |
| 20159     |                  | Довгополий Іван («Іванич»)                                                | 49 років, с. Думенки Вінницької області. У червні 2024 долучився до ЗСУ. Служив на посаді гранатометника у 28 ОМБр | 12 серпня 2024 | Загинув поблизу селища Курдюмівка на Донеччині. Похований в рідному селі. Залишилися дружина та два сини |
| 20160     |                  | Войтюк Олександр Олексійович                                              | 15.08.1983, с. Карпівка Вінницька область. Брав участь у бойових діях на Донеччині,Харківщині,Київщині,Херсонщині. Служив в 255-му батальйоні 123 ОБрТрО. | 12 серпня 2024 | |
| 13 серпня |                  |                                                                           | |                | |
| 20170     |                  | Кедик Іван Васильович                                                     | 29 років, м. Кілія, Одеська область. Закінчив Кілійський опорний заклад освіти №4, де його мати багато років працювала прибиральницею. | 13 серпня 2024 | [ 154 ] [ 155 ] |
| 20171     |                  | Боднар Володимир                                                          | 25 років, с. Рухотин. Мешкав в м. Хотин. Був нацгвардійцем та служив з 2018 року за контрактом, головний сержант. | 13 серпня 2024 | Загинув на Покровському напрямку на Донеччині внаслідок скиду з безпілотника поблизу населеного пункту Гродівка . |
| 20172     |                  | Северенчук Ігор Ярославович                                               | 17.12.1993, м. Київ. Згодом його родина переїхала до Львова. Навчався у Ліцеї №93 Львівської міської ради, згодом вступив до Спеціалізованої дитячо-юнацької школи олімпійського резерву з футболу «Карпати». Здобув вищу освіту в Інституті геодезії Національного університету «Львівська політехніка». Після завершення навчання займався приватним підприємництвом у сфері надання послуг із вивезення побутових відходів. Входив до дублюючого складу ФК «Говерла». Мешкав в селі Оброшине, Львівського району. Із перших днів повномасштабного вторгнення російської федерації добровольцем став на захист держави від окупантів до лав 95-ї окремої десантно-штурмової Поліської бригади. Брав участь у боях за Довгеньке і Торецьк, визволяв Ізюм та Лиман від окупантів. Попри отримані поранення, щоразу повертався на фронт. За особисту мужність і сумлінну службу був нагороджений почесним нагрудним знаком Головнокомандувача Збройних Сил України «Золотий хрест» та орденом «За мужність» III-го ступеня. | 13 серпня 2024 | Загинув поблизу села Погребки Курської області. Похорон відбувся 17 серпня 2024 у Львові. Залишилися батьки, дружина, син та брат . |
| 20173     |                  | Пєтухов Олег Леонідович                                                   | 12.11.1967, с. Миролюбівка, Попільнянська громада. Призваний на військову службу по мобілізації 06.06.2022 року. Капітан. | 13 серпня 2024 | Загинув в результаті скиду вибухового пристрою з ворожого дрона поблизу населеного пункту Пречистівка Волноваського району Донецької області |
| 20174     |                  | Бойко Микола Сергійович                                                   | 17.10.1984, с. Годомичі, Луцький район. | 13 серпня 2024 | Загинув під час виконання бойового завдання біля села Мала Локня Суджанського району Курської області |
| 20175     |                  | Горовенко Антон Євгенович                                                 | 6 серпня 1987, с. Мала Ганнівка Седнівського старостинського округу. Гранатометник десантно-штурмового відділення. | 13 серпня 2024 | Загинув від отриманих поранень внаслідок бойового ураження поблизу населеного пункту Пересічне Харківської області |
| 20176     |                  | Островський Володимир                                                     | 23 березня 1992, Кіровоградщина. З 2014 по 2015 рік боронив нашу країну на сході, був учасником Антитерористичної операції. | 13 серпня 2024 | Загинув поблизу Скучного Покровського району Донецької області |
| 20177     |                  | Смицький Леонід                                                           | 40 років, с. Рудня-Карпилівська раді. | 13 серпня 2024 | Загинув на Харківщині. Залишилися мама і сестра . |
| 20178     |                  | Мягченко Кирило Андрійович                                                | 4 липня 1998, м. Арциз. Навчався в Арцизькій школі №1. З початку введення воєнного стану в Україні, Герой пішов добровольцем, був призваний по загальній мобілізації на військову службу. | 13 серпня 2024 | [ 165 ] |
| 20179     |                  | Зибарєв Сергій Валерійович                                                | 26 червня 1981, с. Радьки Староаврамівському старостату. Старший сержант, командир міномету 32ОМБр. | 13 серпня 2024 | 25 липня 2024 року на одному з найзапекліших напрямків фронту, поблизу н.п. Торецьк Бахмутського р-ну Донецької області отримав тяжкі поранення. Помер 13 серпня 2024 |
| 20180     |                  | Андрощук Віктор Іванович                                                  | 1975, с. Судилків. Водій-сапер 1 інженерно-саперного відділення інженерно-саперного взводу однієї з військових частин. Призваний на військову службу за мобілізацією 27.02.2022 року Шепетівським РТЦК та СП. | 13 серпня 2024 | Загинув у районі одного з населених пунктів Сумської області |
| 20181     |                  | Колодяжний Владислав                                                      | 1996, селище міського типу Залізничне Запорізької області. | 13 серпня 2024 | Загинув на Бахмутському напрямку . |
| 20182     |                  | Шевчук Артем Юрійович («Шева»)                                            | 02.07.1989. Військовослужбовець 3-го батальйону «Свобода» Бригади наступу НГУ «Рубіж».З перших днів повномасштабного вторгнення добровільно долучився до лав батальйону «Свобода». Пройшов пекельні бої у Сіверськодонецьку, Зайцевому, під Бахмутом та на Сіверському напрямку. Після поранення під Бахмутом повернувся в стрій. | 13 серпня 2024 | Загинув закривши собою побратима, чим врятував йому життя. Похорон відбувся 23 серпня 2024 в місті Сміла Черкаської області |
| 20183     |                  | Соломянюк Микола Володимирович                                            | 28.06.1981, Красноградська громада. | 13 серпня 2024 | Загинув в районі населеного пункту Ольгівка Курської області |
| 20184     |                  | Чередник Євген Вікторович                                                 | 28 квітня 1970, с. Миколаївка Дніпропетровської області. Упродовж 1988-1990 років проходив строкову військову службу. В лютому 2022 року став на захист України | 13 серпня 2024 | Загинув в районі населеного пункту Ольгівка Курської області внаслідок артилерійського обстрілу. Залишилися дружина та донька . |
| 20185     |                  | Стасюк Микола Вячеславович                                                | 22.08.1977, м. Луцьк. | 13 серпня 2024 | Загинув від отриманих поранень, під час виконання бойового завдання біля населеного пункту Новоселівка Донецької області |
| 20186     |                  | Озюк Юрій Віталійович                                                     | 38 років, Ківерці. Був мобілізований 13 травня 2024 року, солдат. | 13 серпня 2024 | Загинув в Курській області |
| 20187     |                  | Вербицький Андрій                                                         | 29.09.1984, м. Львів. Навчався у Ліцеї №94 Львівської міської ради. Закінчив Львівське професійно-технічне училище №12. Працював у будівельній сфері, займався ремонтними роботами. Із початком повномасштабного вторгнення російської федерації став на оборону держави від окупантів. Захищав суверенітет та незалежність України у лавах 3-ї батальйонно-тактичної групи 80-ї окремої десантно-штурмової бригади Десантно-штурмових військ ЗСУ. Виконував завдання на Харківщині та Сумщині. | 13 серпня 2024 | Похорон відбувся 21 серпня 2024 у Львові. Залишилися мама, дружина та троє дітей . |
| 20188     |                  | Юшко Андрій Миколайович                                                   | 1977, с. Оболоння. Служив водієм відділення підвозу боєприпасів у 117 окремій механізованій бригаді. | 13 серпня 2024 | Загинув на Запоріжжі під час артилерійського обстрілу . |
| 20189     |                  | Стеценко Владислав Сергійович                                             | 24 квітня 1996. Жив у Полтаві. Вперше став на захист України у 2014 році, вдруге — у 2024 році. Мобілізований 27 травня 2024 року. Командир штурмового відділення спеціалізованої роти "Шквал", молодший сержант. | 13 серпня 2024 | Загинув в Курській області в районі селища Коренево . |
| 20190     |                  | Шпідько Олег Анатолійович                                                 | 25 грудня 1991, м. Пирятин. Навчався спочатку в Пирятинському ліцеї, далі — у Калиновомостівській школі. Фах лаборанта хіміко-бактеріологічного аналізу здобув у Ічнянському аграрному ліцеї. На захист України від російських окупантів вперше добровільно став наприкінці 2022 року, захищав рідну землю на різних ділянках фронту. У 2023 році був демобілізований за станом здоров’я. Але думки щодо повернення до лав захисників не покидали його і вже у 2024 році він повторно пішов добровольцем на захист держави. | 13 серпня 2024 | Загинув в районі села Ольгівка Кореневського району Курської області. Залишилися батьки, сестра, дружина та діти |
| 20191     |                  | Вербовий Ігор Юрійович                                                    | 28 жовтня 1980, м. Полтава. Працював водієм та різноробочим. Добровольцем став на захист Батьківщини на початку повномасштабного вторгнення. Солдат, старший стрілець-оператор. | 13 серпня 2024 | Загинув на Донецькому напрямку |
| 20192     |                  | Зубрицький Модест                                                         | 23.11.1979, м. Львів. Навчався у Ліцеї міжнародних відносин ім. В. Стуса Львівської міської ради. Вищу освіту здобув на юридичному факультеті Львівського національного університету імені Івана Франка. Працював у юридичних компаніях та займався підприємницькою діяльністю. Заснував власну туристичну агенцію, відвідав багато країн. Під час повномасштабного російського вторгнення захищав Україну у складі військової частини А0500 ЗСУ. | 13 серпня 2024 | Похорон відбувся 27 серпня у Львові. Залишились кохана дівчина, сестри, брати, тітка, хрещені батьки та племінники . |
| 20193     |                  | Паламарюк Сергій                                                          | с. Черепківці. Служив у військовій частині А1778. Сержант | 13 серпня 2024 | Загинув під час виконання бойового завдання на Запоріжжі |
| 14 серпня |                  |                                                                           | |                | |
| 20200     |                  | Мулькевич Олександра («Майк»)                                             | 27 березня 1989. Була водієм, бойовим медиком та командиром екіпажу | 14 серпня 2024 | В евакуаційну машину медиків-госпітальєрів поцілили з fpv-дрона на Харківщині. Для екіпажу це був останній день ротації . |
| 20201     |                  | Петричка Любомир                                                          | 49 років, с. Скнилів Зимноводівської громади. Став на захист України від початку повномасштабного вторгнення РФ, виконував бойові завдання на Харківському напрямі. З березня 2024 року до моменту демобілізації служив у 46 окремій аеромобільній бригаді. | 14 серпня 2024 | [ 62 ] |
| 20202     |                  | Антонюк Ярослав Ярославович                                               | 7 вересня 1974, с. Ясенів-Пільний. Служив у 22 окремій механізованій бригаді старшим механіком-водієм механізованого взводу механізованої роти. | 14 серпня 2024 | Загинув поблизу хутора Зелений Шлях Суджанського району внаслідок удару ворожого FPV-дрону . |
| 20203     |                  | Калітенко Володимир Миколайович                                           | 5 липня 1973, м. Лубни. У рідному місті закінчив професійно-технічне училище №12. Отримав професію зварювальника. Пройшов строкову службу у ЗСУ. Повернувся додому, працював на підприємствах міста: заводі «Комсомолець», ПП «Лубенський хлібзавод». З 1995 року обрав для себе професію військового. Проходив службу у різних військових частинах. У 1996 році служив у складі миротворчих сил ООН. Нагороджений відзнакою МО України: медаллю «За сумлінну службу» ІІ ступеню, медаллю «Ветеран служби». Відзначений почесними нагрудними знаками Головнокомандувача ЗСУ «Сталевий хрест», «За взірцевість у військовій службі» ІІ ступеня. | 14 серпня 2024 | Загинув під час виконання бойового завдання . |
| 20204     |                  | Суховенко Олександр                                                       | 37 років, селище Малокатеринівка, Запорізька область. У 2014 році добровільно доєднався до лав Сил оборони та брав участь в антитерористичній операції (АТО) на сході України. Від початку повномасштабної війни пішов захищати країну на Донецькому напрямку. | 14 серпня 2024 | Загинув внаслідок кульового поранення на Донецькому напрямку |
| 20205     |                  | Підбільський Ігор Васильович                                              | 6 жовтня 1987, м. Ковель, Волинь. | 14 серпня 2024 | Похований на Алеї почесних поховань міського цвинтаря . |
| 20206     |                  | Хаймик Володимир Романович                                                | 1983, с. Брониця, Волинь | 14 серпня 2024 | Загинув під час виконання бойового завдання із захисту України в Луганській області |
| 20207     |                  | Юхименко Володимир Михайлович                                             | 28 квітня 1981, селище Котельва, Полтавська область. Навчався у місцевій школі. Після 9 класу вступив до Котелевського професійно-технічного училища, де здобув фах будівельника-каменяра. У 1999 році за призовом пішов на строкову службу. Вирішив присвятити себе військовій справі, підписав контракт і служив у лавах ЗСУ впродовж 25 років. Мав звання молодшого сержанта. Оселився в Лубнах, створив сім’ю. Разом з дружиною планував підкорити Говерлу, зійшовши на вершину з українським прапором. | 14 серпня 2024 | Загинув через ракетну атаку |
| 20208     |                  | Палій Сергій                                                              | 16 лютого 1992, с. Токарі, Сумська область. Закінчив 11 класів місцевої школи у 2009 році. Опісля навчався в Лохвицькому технікумі на заочній формі й у 2010 році здобув фах слюсаря-ремонтника. Після навчання у 2013 році в Заводському ПТУ № 32 отримав професію електромонтера з ремонту та обслуговування електроустаткування. Працював на різних роботах в будівельній сфері. Під час базового військового вишколу отримав грамоту від командира навчального зенітно-ракетного дивізіону за взірцевість, сумлінне виконання службових обов'язків та високі показники в бойовій підготовці. | 14 серпня 2024 | Загинув на полі бою під час операції на Курщині . |
| 20209     |                  | Варман Сергій                                                             | 11 серпня 1997, м. Костопіль. Навчався у школі №2, здобув в училищі спеціальність муляра-пічника. Впродовж семи років працював на склозаводі. Також займався улюбленою справою – ремонтував автомобілі. Після війни хотів купити будинок із гаражем, де зможе облаштувати СТО. Приїжджав додому за тиждень до загибелі. Молодший сержант | 14 серпня 2024 | Загинув під час мінометного обстрілу на Херсонщині |
| 20210     |                  | Польовий Олег Анатолійович                                                | 37 років, Олевська міська рада | 14 серпня 2024 | Загинув біля с. Миколаївка Покровського району Донецької області. Залишилось двоє дітей. |
| 20211     |                  | Дишко Олександр                                                           | 38 років, м. Кривий Ріг. Був мобілізований до ЗСУ у листопаді 2022 року. Воював в Бахмуті і Часовому Яру | 14 серпня 2024 | Загинув на Куп'янському напрямку, біля с. Берестове |
| 20212     |                  | Вознюк Дмитро Олексійович                                                 | 1997, Коростенська громади | 14 серпня 2024 | Загинув у бою з противником у с.Кутьківка Куп'янському районі Харківської області |
| 20213     |                  | Сидоренко Едуард                                                          | 3.01.1985, селище Білогорівка Луганської області. Навчався у Білогорівському ліцеї Сєвєродонецького району Луганської області. Здобув освіту у Лисичанському гірничо-індустріальному фаховому коледжі. Після завершення навчання працював шахтарем. Із 2015 року виконував бойові завдання у зоні проведення антитерористичної операції/операції Об’єднаних сил. Із початком повномасштабного вторгнення російської федерації його родина переїхала до Львова. Виконував завдання із захисту незалежності та територіальної цілісності Батьківщини на Донеччині у лавах 111-ї окремої бригади територіальної оборони ЗСУ. За сумлінне виконання обов’язку перед державою був нагороджений численними відзнаками. | 14 серпня 2024 | Похорон відбувся 21 серпня 2024 у Львові. Залишилися дружина та троє дітей . |
| 20214     |                  | Лоскутов Олександр Володимирович                                          | м. Біла Церква. | 14 серпня 2024 | Загинув при виконанні бойового завдання поблизу міста Костянтинівка. |
| 20215     |                  | Курочка Святослав                                                         | 42 роки, м. Сєвєродонецьк. Командир відділення обчислення артилерійського дивізіону. | 14 серпня 2024 | Загинув в Курській області |
| 20216     |                  | Милян Петро                                                               | 21.07.1969, с. Туринка Львівської області. Проживав у Львові. Навчався у Загальноосвітній спеціальній школі-інтернаті №6 I-II ступенів. Згодом опанував професію маляра у Професійно-технічному училищі №17 (сьогодні – Державний навчальний заклад «Ставропігійське вище професійне училище міста Львова». Згодом проходив службу у лавах внутрішніх військ. Працював за професію у Товаристві з обмеженою відповідальністю «Райдуга». Із початком повномасштабного вторгнення російської федерації став на захист держави від загарбників до лав 125-ї окремої бригади територіальної оборони. | 14 серпня 2024 | Похорон відбувся 22 серпня 2024 у Львові. Залишилися дружина, два сини, троє братів та сестра . |
| 20217     |                  | Янченко Юрій                                                              | 40 років, м. Золочів. Був снайпером військової частини А0284. | 14 серпня 2024 | Загинув поблизу населеного пункту Руське Порічне Курської області. Похорон відбувся 21 серпня 2024 |
| 20218     |                  | Манько Петро                                                              | 1996, с. Свобода, Берегівського району. На хімічному факультеті Ужгородського національного університету навчався упродовж 2013-2017 років. | 14 серпня 2024 | Прощання з героєм відбулося 20 серпня в с. Свобода на Берегівщині . |
| 20219     |                  | Неровний В'ячеслав                                                        | 15.09.1991 м. Одеса | 14 серпня 2024 | Загинув під час мінометного обстрілу на Херсонщині. Прощання відбулось 21 серпня м. Одеса |
| 20220     |                  | Гамов Дмитро Олександрович                                                | 23 лютого 1990, м. Миргород. Солдат, стрілець-санітар спеціалізованого штурмового батальйону «Шквал». | 14 серпня 2024 | Загинув в районі селища Коренево Кореневського району Курської області внаслідок мінометного обстрілу |
| 20221     |                  | Капустник Олександр Юрійович                                              | 10 лютого 1997, м. Полтава. Навчався у школі № 20 імені Бориса Серги. З 2020 року проходив службу на посаді начальника медичного пункту. Старший лейтенант медичної служби. | 14 серпня 2024 | Загинув внаслідок ракетної атак в районі села Білий Колодязь Чугуївського району Харківської області |
| 20222     |                  | Омельченко Ростислав Денисович («Внук»)                                   | Фанат харківського клубу «Металіст». 92ОМБр, 4-батальйон, кулеметний взвод. | 14 серпня 2024 | |
| 15 серпня |                  |                                                                           | |                | |
| 20230     |                  | Поворознюк Володимир                                                      | 8 вересня 1977, с. Чорномин. Служив командиром танку. | 15 серпня 2024 | Загинув в ДТП на Донеччині між населеними пунктами Цукурине та Гірник Покровського району |
| 20231     |                  | Мартиненко Денис Миколайович                                              | 27 років, с. Вільховатка. | 15 серпня 2024 | Загинув під час ворожого ракетного обстрілу поблизу населеного пункту Могриця на Сумщині . |
| 20232     |                  | Ворошик Сергій Володимирович («Парабола»)                                 | 6 квітня 1992, м. Соснівка, Львівська область. Солдат, навідник-оператор механізованого відділення військової частини А4638 | 15 серпня 2024 | Загинув під час наступальних дій поблизу села Нововодяне Луганської області. Похований на «Алеї Героїв» у рідній Соснівці . |
| 20233     |                  | Михайлов Віталій                                                          | Новогродківська громада | 15 серпня 2024 | Загинув в результаті влучання FPV-дрона росіян у автомобіль в Покровському районі Донецької області |
| 20234     |                  | Яцишин Дмитро Орестович                                                   | 1990, с. Гірське, Стрийського району. Був старшим солдатом, бойовим медиком зенітної ракетної батареї військової частини А2847, 223-й зенітний ракетний полк. | 15 серпня 2024 | Загинув внаслідок ракетного удару поблизу міста Суми. Похорон відбувся 20 серпня 2024 |
| 20235     |                  | Бужкевич Володимир Вікторович                                             | 17.03.1981, м. Шпола. Водій відділення ПТРК | 15 серпня 2024 | Загинув поблизу селища Нью-Йорк . |
| 20236     |                  | Тренін Андрій Федорович                                                   | 3.05.1980, м. Луцьк. | 15 серпня 2024 | Загинув під час виконання бойового завдання біля міста Торецьк Донецької області |
| 20237     |                  | Данилко Олексій                                                           | 29 березня 1984, с. Морозів. | 15 серпня 2024 | Загинув у с. Невське Сватівського району Луганської області |
| 20238     |                  | Войтковський Володимир                                                    | 23.08.1988, м. Сокаль Львівської області. Згодом його родина переїхала на Харківщину. Навчався у Комунальному закладі «Братеницька гімназія Харківської області. Після завершення навчання проходив військову службу у лавах внутрішніх військ. Працював у сфері надання послуг з охорони власності. У 2020 році з родиною повернувся на Львівщину.Із перших місяців повномасштабного вторгнення російської федерації добровольцем став на захист держави від окупантів. Боронив Україну у складі 704-го окремого полку радіаційного, хімічного, біологічного захисту Сухопутних військ ЗСУ. Брав участь у звільненні Херсонщини, боровся із окупантами на Донецькому напрямку. Попри отримане поранення, повернувся на фронт. За особисту мужність був нагороджений численними відзнаками. | 15 серпня 2024 | Похорон відбувся 21 серпня 2024 у Львові. Залишилися батьки, дружина, донька та два брати . |
| 20239     |                  | Капран Сергій («Капа»)                                                    | 3.5.2000, с. Гнідин, Київська область | 15 серпня 2024 | |
| 20240     |                  | Сас Іван                                                                  | 45 років, с. Малнівська Воля, що на Мостищині. Після 24 лютого 2022 року повернувся з-за кордону, щоб стати на захист України, та долучився до лав ЗСУ. | 15 серпня 2024 | Загинув під час виконання бойового завдання у Курській області |
| 20241     |                  | Кущовий Артем                                                             | 39 років, с. Межиріччя Жидачівської громади. Був стрільцем-санітаром 2 стрілецького відділення 3 стрілецького взводу 2 стрілецької роти 1 стрілецького батальйону військової частини А7028, 100ОМБр. | 15 серпня 2024 | Загинув поблизу Торецька Донецької області під час мінометного обстрілу |
| 20242     |                  | Швець Михайло                                                             | с. Топільниця. Під час повномасштабної війни вступив до лав Збройних сил. Служив у 80 окремій десантно-штурмовій бригаді. | 15 серпня 2024 | Загинув поблизу населеного Руське Порічне (Суджанського району) Курської області . |
| 20243     |                  | Хоменко Іван Олександрович                                                | 1977, проживав у селі Великі Будища Диканської громади. Солдат, стрілець-санітар. | 15 серпня 2024 | Загинув в районі міста Торецьк Бахмутського району Донецької області |
| 20244     |                  | Народа Станіслав Іванович                                                 | 2 вересня 1980, с. Лютенські Будища Зіньківського району. Навчався у місцевій школі та на курсах навчальних курсах при центрі зайнятості, де отримав кваліфікацію зварювальника. Після строкової служби деякий час працював оператором на підприємстві Зінькова. Згодом чоловік переїхав у Полтаву, де понад 15 років працював майстром газозварювальних робіт у ТОВ «Трифон». Став до лав ЗСУ у квітні 2024 року. | 15 серпня 2024 | Залишилися дружина та донька |
| 20245     |                  | Насадюк Михайло Михайлович                                                | 26 років, с. Капустян. Старший солдат, сапер інженерно-саперного відділення інженерно-саперного взводу інженерно-саперної роти групи інженерного забезпечення. | 15 серпня 2024 | [ 195 ] |
| 20246     |                  | Баришок Богдан                                                            | 26 років, м. Суми | 15 серпня 2024 | [ 196 ] |
| 20247     |                  | Фесенко Валентин Іванович                                                 | 8 квітня 1988, Богодухівська громада, Харківська область. | 15 серпня 2024 | Загинув біля населеного пункту Могриця, що на Сумщині від обстрілу. Загинув з побратимом Сагіровим Богданом . |
| 20248     |                  | Сагіров Богдан Вячеславович                                               | 13 березня 1992, м. Кам`янське. У 2012 році проходив строкову військову службу. У травні 2022 року став на захист України. | 15 серпня 2024 | Загинув біля населеного пункту Могриця, що на Сумщині від обстрілу. Залишилися дружина та мати. Похований 18 серпня 2024 на Алеї Героїв кладовища по вулиці Весняній |
| 20249     |                  | Лисак Володимир Володимирович («Виспа»)                                   | 31.05.1984, м. Житомир. | 15 серпня 2024 | Загинув під час наступальних дій поблизу населеного пункту Нововодяне, Сватівського району, Луганської області. Похований у м. Житомир на Смолянському військовому кладовищі. |
| 20250     |                  | Гринчук Ігор Володимирович («Слай»)                                       | 28.02.1978, с. Кременчуки Красилівського району Хмельницької області. Мав освіту будівельника, довгий час працював на маршрутці в місті Хмельницькому. Потім був підприємцем і працював на маніпуляторі. | 15 серпня 2024 | [ 199 ] |
| 20251     |                  | Нестеренко Роман                                                          | 2 березня 1984, м. Краматорськ. Солдат | 15 серпня 2024 | Загинув внаслідок отримання вогнепального поранення під час стрілецького бою поблизу н.п. Невське, Луганської області |
| 16 серпня |                  |                                                                           | |                | |
| 20260     |                  | Ватуйчак Володимир («Габо»)                                               | 16 вересня 1976, с. Бистрець. З 1983 по 1993 рік навчався в місцевій школі. Працював у Верховинському лісокомбінаті, також сезонним кочегаром в Бистрецькій школі. Багато років він працював будівельником. Писав та виконував свої авторські пісні. 28 серпня 2004 року одружився. На початку повномасштабного вторгнення пішов добровольцем на війну. Служив у зенітному артилерійському відділенні зенітного ракетно-артилерійського взводу роти вогневої підтримки 201 батальйону 102 окремої бригади територіальної оборони імені полковника Дмитра Вітовського. 29 липня 2024 року демобілізований. | 16 серпня 2024 | Помер в госпіталі в Косові на Івано-Франківщині. Похорон відбувся 18 серпня 2024 в селі Бистрець |
| 20261     |                  | Агафонов Микола Миколайович                                               | 1 червня 1982, селище Попільня. | 16 серпня 2024 | [ 202 ] |
| 20262     |                  | Шостакевич Роман Вячеславович                                             | 20 грудня 1980, с. Рогожани, Волинь. Солдат. | 16 серпня 2024 | Загинув в Курській області . |
| 20263     |                  | Костюк Влад                                                               | Колишній студент Херсонського економіко-правового коледжу | 16 серпня 2024 | Загинув під час виконання бойового завдання в м. Херсон |
| 20264     |                  | Федорів Олег                                                              | 34 роки, с. Мислівка. | 16 серпня 2024 | Загинув в Курській області |
| 20265     |                  | Афанасьєв Олексій                                                         | с. Суха Балка. Мав прекрасну родину, виховував трьох доньок. Був гірником та з 202 року працював машиністом бурової установки шахти "Ювілейна". На захист України чоловік став ще у 2014 році. Коли почалося повномасштабне вторгнення одразу долучився до лав 129 бригади ТРО. Був розвідником. | 16 серпня 2024 | Загинув на Сумщині. Ціною життя врятував побратимів та вивів їх з оточення . |
| 20266     |                  | Тичковський Тимур                                                         | 42 роки, м. Калуш. Долучився до війська 25 лютого 2022 | 16 серпня 2024 | Загинув на Донеччині |
| 20267     |                  | Покровський Костянтин                                                     | 19.01.1979, м. Львів. Навчався у Середній загальноосвітній школі І-ІІІ ступенів № 48 міста Львова. Одразу після закінчення навчання почав працювати на заводі телевізійної техніки «Електрон». Впродовж останнього періоду займався ремонтом комп’ютерів та встановленням програмного забезпечення. Із початком повномасштабного вторгнення російської федерації, попри звільнення з військової служби, за власним бажанням став на захист держави від загарбників. Боронив державу на Харківщині у складі мінометної батареї військової частини А4951. | 16 серпня 2024 | Похорон відбувся 21 серпня 2024 у Львові. Залишилися батьки та сестра . |
| 20268     |                  | Хибінь Андрій Ярославович                                                 | 5 грудня 1990, с. Загвіздя. Мобілізувався до війська 13 травня 2024 року. Служив навідником у 95 окремій десантно-штурмовій Поліській бригаді. | 16 серпня 2024 | Загинув в Курській області поблизу населеного пункту Вікторівка Кореневського району |
| 20269     |                  | Кузів Володимир                                                           | 52 роки, с. Станькова. Служив оператором безпілотних літальних апаратів, був командиром 2 відділення 2 взводу оперативного призначення стрілецького батальйону. Старший сержант | 16 серпня 2024 | Загинув на Донеччині |
| 20270     |                  | Пушкарйов Іван                                                            | 17.06.1980, с. Рахиня Франківської області. Навчався у Рахинянській гімназії Долинської міської ради. Одразу після завершення навчання почав працювати на промисловому виробництві. Із початком повномасштабного вторгнення російської федерації став на захист держави від окупантів. Виконував бойові завдання із захисту суверенітету та територіальної цілісності Батьківщини у складі 68-ї окремої єгерської бригади імені Олекси Довбуша. | 16 серпня 2024 | Похорон відбувся 22 серпня 2024 у Львові. Залишилися мама, дружина, двоє дітей, брат та сестра . |
| 20271     |                  | Гавдульський Андрій                                                       | 39 років, м. Бібрка. Під час повномасштабної війни з РФ служив у військовій частині А0281. Був гранатометником третього десантно-штурмового відділення. | 16 серпня 2024 | Загинув 16 серпня 2024 року під час виконання бойового завдання у Курській області. Похорон відбувся 24 серпня 2024 |
| 20272     |                  | Сеньковський Мирон                                                        | 53 роки, м. Пустомити. Служив у військовій частині А4152, 233 центр підготовки підрозділів. | 16 серпня 2024 | Раптово помер під час служби в Рівному |
| 20273     |                  | Острозький Олексій                                                        | Працював на "АрселорМіттал Кривий Ріг", пропрацював на підприємстві щонайменше 22 роки. До мобілізації у січні 2023 року обслуговував автоматизовані системи керування кисневого виробництва. Це дуже складна робота, яка вимагає багато знань і досвіду з програмування, радіоелектроніки, контрольно-вимірювальних приладів. | 16 серпня 2024 | Загинув в районі населеного пункту Кременноє на Курщині |
| 20274     |                  | Наріжний Руслан Анатолійович                                              | 28 лютого 1984, с. Білоцерківка Великобагачанського району. Виріс в селі Бобрівник. Закінчив Бобрівницьку 9-річну школу. У регіональному центрі професійно-технічної освіти міста Зіньків опанував професію тракториста. Після строкової служби повернувся додому, працював у СБК «Україна» трактористом. Став до лав ЗСУ у червні 2024 року. Молодший сержант, стрілець спеціалізованого штурмового батальйону «Шквал». | 16 серпня 2024 | Загинув в районі села Ольгівка Кореневського району Курської області. Похований на кладовищі села Бобрівник |
| 20275     |                  | Стасьо Юрій                                                               | 34 роки, м. Мукачево. Був добровольцем. Вступив до лав ЗСУ на другий день повномасштабного вторгнення. Був військовим 128-ї гірсько-штурмової Закарпатської бригади. | 16 серпня 2024 | Прощання відбулося у Мукачівському монастирі святого Миколая отців Василіян. У нього залишилися батьки та рідний брат з родиною |
| 20276     |                  | Коваленко Віталій Сергійович                                              | 24 квітня 1990, с. Потоки Кременчуцької громади. Солдат, стрілець спеціалізованого штурмового батальйону «Шквал». | 16 серпня 2024 | Загинув в районі села Ольгівка Кореневського району Курської області. Залишилися мама, сестра та двоє дітей |
| 20277     |                  | Руднікович Ілля                                                           | 13.11.2002, м. Львів. Навчався у Львівській середній загальноосвітній школі східних мов та східних бойових мистецтв «Будокан» з поглибленим вивченням іноземних мов. Здобув ступінь бакалавра на факультеті ветеринарної гігієни, екології та права Львівського національного університету ветеринарної медицини та біотехнологій імені С. З. Ґжицького. Ще навчаючись, працював у місцевому кол-центрі, згодом – у Товаристві з обмеженою відповідальністю «!ФЕСТрепаблік». У вільний час активно займався змішаними бойовими мистецтвами, був призером національних та обласних чемпіонатів з фрі-файту, також захоплювався велоспортом. Був вихованцем клубу карате «Миротворець». Із початком повномасштабного вторгнення російської федерації, перервавши навчання на магістратурі, добровільно став на захист держави від загарбників до складу 3-ї окремої штурмової бригади. Виконував бойові завдання на східному напрямку. | 16 серпня 2024 | Похорон відбувся 19 вересня 2024 у Львові. Залишилися батьки та сестра . |
| 20278     |                  | Трофімчук Микола Сергійович («Лівша»)                                     | 19 червня 2003, м. Рівне. У 13 років втратив маму. Закінчив ліцей №27, після чого вступив у Квасилівський професійний ліцей, де здобував фах автослюсаря. Під час служби залишався студентом — навчався на третьому курсі факультету здоров’я, фізичної культури і спорту Міжнародного економіко-гуманітарного університету імені Степана Дем'янчука. Після початку повномасштабного вторгнення долучився до тероборони, ніс службу на Білоруському кордоні. А потім захотів в "АЗОВ". Написав рапорт на переведення й так опинився у 3-й окремій штурмовій бригаді. За успіхи в боях під Бахмутом був нагороджений відзнакою "Золотий Хрест". Старший солдат | 16 серпня 2024 | Загинув від отриманого важкого поранення, несумісного із життям, під час виконання бойового завдання на Луганському напрямку. Похований на кладовищі «Нове» рідного міста. Залишились батько, дві сестри, бабуся, тітка і дядько .                                                                                                  |
| 20279     |                  | Назаренко Юрій Васильович                                                 | 13 вересня 1980, м. Кандалакша Мурманської області Росії. В Україні закінчив сільськогосподарську школу в Миколаївській області за двома спеціальностями: електромонтер і пасічник. Працював у Києві та Кропивницькому будівельником | 16 серпня 2024 | [ 10 ] [ 213 ] |
| 20280     |                  | Шпилька Юрій                                                              | 29 років, селище Журавно. Був навідником десантно-штурмового взводу військової частини А1910. | 16 серпня 2024 | Загинув 16 серпня 2024 року внаслідок авіаудару біля Косиці в Курській області, вважався зниклим безвісти вересня 2024 . |
| 17 серпня |                  |                                                                           | |                | |
| 20290     |                  | Бережний Іван Олександрович                                               | 37 років, с. Корост, Рівненщина. У червні 2024 був мобілізований до лав 82-ї окремої десантно-штурмової бригади. | 17 серпня 2024 | [ 215 ] |
| 20291     |                  | Мукумбаєв Олександр Михайлович                                            | 10 липня 1967, м. Кременчук. Навчався у школі № 2 та у ПТУ № 19. Тривалий час займався спортом — боротьбою та веслуванням. Строкову службу проходив на морському кордоні. Став до лав ЗСУ у червні 2024 року. Солдат, заряджаючий танкової роти. | 17 серпня 2024 | Загинув внаслідок нещасного випадку у селищі Гончарівське Чернігівської області |
| 20292     |                  | Коваль Сергій                                                             | м. Вінниця. Був мобілізований до ЗСУ у грудні 2023 року. Ніс службу старшим водієм зенітно-ракетного відділення механізованого батальйону. | 17 серпня 2024 | Загинув виконуючи бойове завдання у м. Торецьк Донецької області |
| 20293     |                  | Алексєєв Олексій                                                          | Донецька область. Працював менеджером у торговій мережі в місті Мирноград. В квітні 2024 року був мобілізований та проходив службу у 53 ОМБр. Мама та сестра, рятуючись від ворожих обстрілів переїхали до с. Іванів. | 17 серпня 2024 | Загинув в бою з ворогом за 20 кілометрів від рідної домівки |
| 20294     |                  | Балан Володимир                                                           | 45 років, с. Колінківці. Був солдатом військової А5015. | 17 серпня 2024 | |
| 20295     |                  | Гладчук Любомир                                                           | 1995, с. Грамотне Верховинського району. Служив стрільцем штурмового спеціалізованого батальйону "Шквал" 47 окремої механізованої бригади. | 17 серпня 2024 | [ 216 ] |
| 20296     |                  | Калашник Олександр Іванович                                               | 1982, с. Запорізька балка. | 17 серпня 2024 | Загинув біля села Уди Харківської області |
| 18 серпня |                  |                                                                           | |                | |
| 20320     |                  | Обоїст Богдан Романович                                                   | 31.05.1988, м. Винники. Навчався у Середній загальноосвітній школі І-ІІІ ступенів №47 м. Львова. Після закінчення школи здобув професію газоелектрозварювальника та слюсаря автомобілів. Працював у приватній охоронній фірмі «ЕФОРТ», а також на кузні та на шиномонтажі. Із початком повномасштабного вторгнення російської федерації вступив до лав територіальної оборони. Боронив суверенітет та територіальну цілісність держави у складі 125-ї окремої бригади територіальної оборони. Займався евакуацією поранених, за сумлінну службу був неодноразово відзначений командуванням. | 18 серпня 2024 | Загинув під Покровськом. Похорон відбувся 23 серпня 2024 у Львові. Залишилися батьки, дружина, двоє доньок та брат . |
| 20321     |                  | Шевчук Юрій                                                               | 9.06.1991, с. Миколаївка Херсонської області. Навчався у Олександрівській загальноосвітній школі І-ІІІ ступенів. У 2012 році закінчив колишній Професійно-технічний заклад «Херсонський професійний ліцей» за спеціальністю «Слюсар з ремонту автомобілів». Після завершення навчання спершу займався фарбуванням суден, згодом започаткував сімейний бізнес. Із початком повномасштабного вторгнення російської федерації його родина була змушена покинути домівку та перебратися до Львова. Тут він вступив до лав Національної гвардії України. Виконував бойові завдання на Запорізькому та Донецькому напрямках у складі 14-ї бригади оперативного призначення імені Івана Богуна («Червона Калина»). | 18 серпня 2024 | Похорон відбувся 22 серпня 2024 у Львові. Залишилися батьки, дружина, двоє синів, два брати та сестра . |
| 20322     |                  | Янків В`ячеслав                                                           | 1976, с. Насташине. Деякий час жив у місті Бурштин. З перших днів повномасштабного вторгнення чоловік долучився до лав ЗСУ. Старший сержант | 18 серпня 2024 | Помер у військовому госпіталі на Харківщині |
| 20323     |                  | Максимів Андрій                                                           | с. Черневе Мостиської громади. Був старшим солдатом та старшим водієм розвідувального взводу 2 стрілецького батальйону військової частини А7015. | 18 серпня 2024 | Загинув під час виконання бойового завдання поблизу Невського Луганської області |
| 20324     |                  | Дзюнь Костянтин                                                           | 44 роки, с. Довга Балка Донецької області. У серпні 2022 року разом із сім’єю переїхав до Новояворівська. За пів року, 24 лютого 2023, вступив до ЗСУ. | 18 серпня 2024 | Загинув поблизу села Новоданилівка, що у Запорізькій області |
| 20325     |                  | Сакаль Роман                                                              | 50 років, с. Довге Моршинської громади. Був старшим навідником гранатометного відділення взводу вогневої підтримки 8-го окремого гірсько-штурмового батальйону. | 18 серпня 2024 | Помер в Головному військовому клінічному госпіталі Києва внаслідок отриманого поранення під час виконання бойового завдання. Похорон відбувся 21 серпня 2024 |
| 20326     |                  | Сало Тарас                                                                | 33 роки, м. Львів. У травні 2023 став на захист країни. Виконував бойові завдання у складі штурмового полку "Сафарі" Департаменту поліції особливого призначення "Об’єднана штурмова бригада Нацполіції України "Лють". Обіймав посаду заступника командира взводу. | 18 серпня 2024 | Похорон відбувся 20 серпня 2024 . |
| 20327     |                  | Милян Володимир                                                           | 6.02.1987, м. Львів. Навчався у Середній загальноосвітній школі І-ІІІ ступенів № 31 міста Львова. У шкільні роки активно займався спортом. Після закінчення 9-го класу вступив до Державного професійно-технічного навчального закладу «Міжрегіональне вище професійне училище автомобільного транспорту та будівництва». Працював менеджером у мережі торговельних закладів міста Львова. Із початком повномасштабного вторгнення російської федерації став на захист держави від окупантів. Виконував бойові завдання із оборони суверенітету та незалежності України у лавах 53-ї окремої механізованої бригади імені князя Володимира Мономаха. | 18 серпня 2024 | Похорон відбувся 26 серпня у Львові. Залишилися мама, дружина, дві доньки, сестри та племінники . |
| 20328     |                  | Перестенко Євген Миколайович                                              | м. Кременчук | 18 серпня 2024 | Загинув в районі села Синьківка Куп’янського району Харківської області. Залишилися мама та син |
| 20329     |                  | Ворона Олександр Валентинович                                             | 11 травня 1988 селище Семенівка Кременчуцького району. Навчався у Семенівській НВК № 2 та у Полтавській аграрній академії, де здобув фах агронома. Під час навчання їздив на стажування до Данії, Норвегії, Сполучених Штатів Америки, де переймав новітній досвід вирощування продукції в аграрній сфері. Брав участь в організації та проведенні Днів поля, почав писати тематичні статті, які друкувались у галузевих журналах. Працював у ТОВ «Спектр Агро» на посаді менеджера з продажу сільськогосподарської продукції. Став до лав ЗСУ у червні 2022 року. Після проходження підготовки воював на передових позиціях. Неодноразово в складі групи спецпризначення вирушав у район виконання бойових завдань із метою виявлення місцезнаходження ворога і знищення його особового складу. Під час боїв за Херсон отримав поранення та був нагороджений медаллю «За поранення» і відзнакою Міністерства оборони. Окрім того, нещодавно командуванням військової частини, де служив чоловік, було здійснено подання його кандидатури на присвоєння високої державної нагороди. Старший солдат, старший оператор-вогнеметник Сил спеціальних операцій ЗСУ. | 18 серпня 2024 | Загинув в районі міста Новогродівка Донецької області внаслідок атаки ворожого дрона |
| 20356     |                  | Гебуза Павло                                                              | 11.04.1989, м. Львів. Навчався у Школі №69 (зараз – Ліцей «Інтелект» Львівської міської ради) та Навчально-виховному комплексі «Школа-гімназія І-ІІІ ступенів Блаженного Климентія та Андрея Шептицьких». Фахову освіту за спеціальністю «харчові технології» здобув у Відокремленому структурному підрозділі «Львівський фаховий коледж харчової і переробної промисловості Національного університету харчових технологій». Працював на Приватному акціонерному товаристві «Концерн Хлібпром» та Товаристві з обмеженою відповідальністю «Торговий дім «Інтерелектро Україна». Під час повномасштабного російського вторгнення став на захист України до лав 49-го окремого піхотного батальйону “Карпатська Січ“ імені Олега Куцина 93-ї окремої механізованої бригади “Холодний Яр“. Виконував бойові завдання на Донецькому напрямку. | 18 серпня 2024 | Похорон відбувся 27 серпня у Львові. Залишились дружина, донька, мати, хрещені батьки та двоє дядьків . |
| 20357     |                  | Чоповий Олександр Олександрович                                           | 22 жовтня 1990, м. Кременчук. Навчався у ЗОШ № 17 та у Кременчуцькому інституті Дніпропетровського університету економіки та права. Працював у комп’ютерній академії «Шаг» міста Дніпра. Був активним учасником спільноти настільних ігор. Став до лав ЗСУ у липні 2023 року. | 18 серпня 2024 | Поранення, яке стало смертельним, отримав у бою в районі селища Білогорівка Сєвєродонецького району Луганської області. Помер у Головному військовому клінічному госпіталі Києва. Залишилися батьки |
|           |                  | Іщенко Володимир Олександрович («Борода»)                                 | 8.10.1981. Доброволець 129-го батальйон 112-ї бригади ТрО. Пілот БПЛА, займався розвідкою, спостереженням та підготовкою нових добровольців, що вступили до лав батальйону. Отримав багато поранень за час служби, дивом вижив під час виходу з бойових позицій 25 червня 2023 року. | 18 серпня 2024 | Загинув на околицях села Іванівське Бахмутського району, задихнувся під завалами від прямого потрапляння снаряда в бліндаж |
|           |                  | Антонець Дмитро Миколайович                                               | 8.06.1996, с. Мирне. Мобілізований 15.9.2022. | 18 серпня 2024 | Загинув в Курській області |
| 19 серпня |                  |                                                                           | |                | |
| 20350     |                  | Процайло Олег                                                             | 12.08.1988, м. Львів. Навчався у Середній загальноосвітній школі № 92 міста Львова. Здобув освіту у колишньому Вищому професійному училищі №63. Після завершення навчання підписав контракт із Державною прикордонною службою України. Проходив військову службу у складі 7-го прикордонного Карпатського загону. Із початком повномасштабного вторгнення російської федерації став на захист держави від окупантів до лав 3-го прикордонного загону імені Героя України полковника Євгенія Пікуса Східного регіонального управління Державної прикордонної служби. За особисту мужність був нагороджений численними нагородами, зокрема, Почесним нагрудним знаком Головнокомандувача Збройних Сил України «Золотий хрест». | 19 серпня 2024 | Похорон відбувся 23 серпня 2024 у Львові. Залишилися батьки та сестра . |
| 20351     |                  | Ришко Марʼян                                                              | 20.03.1983, с. Грушів Львівської області. Навчався у Давидівському ліцеї ім. Т. Г. Шевченка Давидівської сільської ради. Здобув освіту у колишньому Професійно-технічному училищі № 53 м. Львова. Після завершення навчання працював у транспортній сфері, а впродовж останнього періоду – за кордоном. Із 2005 року був реєстровим козаком Пустомитівського регіону Львівського обласного осередку МО «Козацтво України». Із початком повномасштабного вторгнення російської федерації став на захист держави від російських окупантів. Виконував бойові завдання із захисту незалежності та територіальної цілісності держави у складі 103-ї окремої бригади територіальної оборони імені митрополита Андрея Шептицького | 19 серпня 2024 | Похорон відбувся 26 серпня у Львові. Залишилися мама, брат та сестра . |
| 20352     |                  | Сачук Вадим Петaрович                                                     | 1988, м. Ковель. Був оператором І відділення ударних безпілотних авіаційних комплексів. | 19 серпня 2024 | Загинув в Курській області біля села Снагість під час ворожого артобстрілу. Похований на Алеї почесних поховань міського цвинтаря Ковеля |
| 20353     |                  | Софроній Валентин Михайлович                                              | 4.06.2001, с. Турятка, Тарашанська громада, Буковина. Воював з перших днів повномасштабного вторгнення, був воїном військової частини А4053. | 19 серпня 2024 | Загинув неподалік населеного пункту Піщане на Харківщині. |
| 20354     |                  | Кірюшкін Станіслав Миколайович                                            | 16 червня 1977, м. Бобринець Кропивницького району Кіровоградської області. Навчався у Бобринецькій ЗОШ та Бобринецькому ПТУ, де захистив диплом молодшого спеціаліста за спеціальністю «Агрономія». Після строкової служби оселився у селі Шершнівка Лубенського району, де проживали мама з вітчимом. У цьому селі розпочав свою трудову діяльність — працював трактористом на місцевому підприємстві. Згодом переїхав до села Березняки Хорольської громади, де трудився водієм великогабаритного транспорту у ВСК «1 Травня». Деякий час мешкав у місті Лубни і там працював водієм у різних приватних фірмах. Останній час займався автослюсарною справою у приватному СТО. Долучився до лав НГУ у липні 2022 | 19 серпня 2024 | Брав участь у боях на Запорізькому напрямку. Отримав множинні мінно-осколкові поранення та проходив довготривале лікування. Помер перебуваючи на лікуванні у Києві, внаслідок трагічного ДТП |
| 20355     |                  | Дудяк Ярослав                                                             | 1972, Івано-Франкове. Стрілець-санітар військової частини А7470, солдат | 19 серпня 2024 | Загинув під час виконання бойового завдання в районі населеного пункту Ольгівка Курської області |
| 20356     |                  | Качмарик Олександр                                                        | 22.04.2000, м. Львів. Навчався у Середній загальноосвітній школі №99 м. Львова. Фахову освіту за спеціальністю «готельно-ресторанна справа» здобув у Львівському кооперативному фаховому коледжі економіки і права. Працював за здобутим фахом, а згодом – менеджером з продажу в інтернет-магазині. Під час повномасштабного російського вторгнення став на захист Батьківщини до лав 192-го окремого батальйону територіальної оборони 124-ї окремої бригади територіальної оборони. Боронив Україну на Херсонському напрямку. | 19 серпня 2024 | Похорон відбувся 27 серпня у Львові. Залишились батьки, брат і велика родина . |
| 20357     |                  | Ольшанський Олексій                                                       | 21.08.1976, м. Луганськ. Навчався у Середній загальноосвітній школі №34 міста Луганська. Професійну освіту здобув у Луганському професійному аграрному ліцеї (раніше – Професійно-технічне училище №111). Після завершення навчання проходив військову службу у 169-у навчальному центрі «Десна» імені князя Ярослава Мудрого. У 2014-у році з родиною переїхав із окупованого Луганська, хотів жити у вільній Україні. Під час повномасштабного російського вторгнення боронив Україну у лавах 72-ї окремої механізованої бригади імені Чорних Запорожців о | 19 серпня 2024 | Похорон відбувся 30 серпня у Львові. Залишились сестра та племінник |
| 20358     |                  | Свізєв Віталій                                                            | м. Кривий Ріг. Більше 15 років працював сталеваром у конвертерному цеху «АрселорМіттал Кривий Ріг». Солдат | 19 серпня 2024 | Загинув в районі населеного пункту Спальне Суджанського району Курської області внаслідок ворожого обстрілу. Він отримав поранення, несумісне з життям . |
| 20359     |                  | Галушка Олександр                                                         | Солдат, навідник гранатометного відділення взводу вогневої підтримки – став до лав ЗСУ у квітні 2023 року. | 19 серпня 2024 | Загинув під час артилерійського обстрілу поблизу населеного пункту Водяне Донецької області |
| 20360     |                  | Курик Віталій                                                             | 45 років, с. Коритне. Був інспектором прикордонної служби. Старший солдат, служив у військовій частині 1551. | 19 серпня 2024 | [ 6 ] |
| 20361     |                  | Ситенький Владислав                                                       | 20.09.2003, м. Запоріжжя. | 19 серпня 2024 | Похований у Львові |
| 20 серпня |                  |                                                                           | |                | |
| 20380     |                  | Андрієнко Іван Анатолійович                                               | 30 грудня 1978, с. Ясенів-Пільний. Мав звання старшого сержанта. Воював на Донеччині у складі 8 батальйону 10 окремої гірсько-штурмової бригади "Едельвейс". | 20 серпня 2024 | Загинув перебуваючи на позиції військової частини поблизу села Федорівка Бахмутського району . |
| 20381     |                  | Скубяк Ігор                                                               | 44 роки, м. Івано-Франківськ | 20 серпня 2024 | Похований 23 серпня на Алеї героїв на міському кладовищі у селі Чукалівка . |
| 20382     |                  | Римик Віктор Андрійович                                                   | 7 серпня 1999, с. Черніїв. | 20 серпня 2024 | Загинув під час бойового завдання поблизу селища Нью-Йорк на Донеччині. Похорон відбувся 24 серпня 2024 |
| 20383     |                  | Лавренчук Леонід                                                          | 51 рік, м. Буча. Був учасником Революції Гідності. В 2014-му році брав участь в АТО. Після повномасштабного вторгнення – одним із перших добровільно пішов на фронт. Отримував поранення, але повертався на фронт. Брав участь у боях за Курську область. | 20 серпня 2024 | Загинув внаслідок атаки ворожого дрону на Сумщині. Залишився 6-місячний син Богдан |
| 20384     |                  | Перцевий Андрій Анатолійович                                              | 1996, с. Котлярівка Ланнівської громади. Старший лейтенант. | 20 серпня 2024 | Загинув в районі села Міньківка Бахмутського району Донецької області внаслідок мінометного обстрілу |
| 20385     |                  | Єршов Віталій Олександрович                                               | 3 червня 1989, с. Хильківка Хорольської громади. Став до лав ЗСУ у січні 2024 року. Солдат, навідник танку 151-ї механізованої бригади. Стримував натиск противника на Покровському напрямку Донецької області. | 20 серпня 2024 | Загинув на Покровському напрямку |
| 20386     |                  | Титаренко В`ячеслав                                                       | 48 років, Кагарличчина | 20 серпня 2024 | Загинув неподалік селища Водяне Вугледарської міської громади Волноваського району Донецької області. Залишилися дружина, донька та брат. |
| 20387     |                  | Главацький Андрій                                                         | 4.01.1993, с. Веснянка Волинської області. Навчався у Ківерцівській гімназії №2 Луцького району Волинської області. Закінчив географічний факультет Львівського національного університету імені Івана Франка. Проходив військову кафедру в Національній академії сухопутних військ імені гетьмана Петра Сагайдачного. Працював у Товаристві з додатковою відповідальністю «Львівагромашпроект». З перших днів повномасштабного російського вторгнення добровільно вступив на захист держави до лав 125-ї окремої бригади територіальної оборони. Виконував бойові завдання на Донеччині. За час військової служби пройшов шлях від молодшого лейтенанта до капітана. Нагороджений відзнакою командира 125-ї окремої бригади ТРО. | 20 серпня 2024 | Похорон відбувся 30 серпня у Львові. Залишились дружина, донька, мати, сестра, дідусь та дві бабусі |
| 20388     |                  | Машистов Олександр Валерійович                                            | 28 січня 1991, с. Лукіївка Нікопольського району. Більшу частину життя проживав у місті Нікополь. Закінчивши 8 класів Веселівської загально-освітньої школи, приступив до роботи. Працював різноробочим на підприємствах міста Нікополь. 28 травня 2024 року був призваний на військову службу по мобілізації. | 20 серпня 2024 | Загинув поблизу н.п. Погребки, Суджанського району, Курської області. Залишилися дружина, донечка та мама. 30 серпня 2024 року в капличці біля моргу у Нікополі відбулося прощання |
| 20389     |                  | Ільїн Олександр Сергійович                                                | 27 червня 1968, м. Полтава. Став до лав ЗСУ у травні 2024 року. Солдат, водій механізованого взводу. | 20 серпня 2024 | Загинув внаслідок мінометно-артилерійського обстрілу на північно-східному напрямку . |
| 20390     |                  | Цісінський Анатолій                                                       | 48 років, с. Загір‘я Рудківської громади. | 20 серпня 2024 | [ 239 ] |
| 20390     |                  | Самутін Тарас Григорович                                                  | 49 років, м. Київ. Старший сержант 95 ОДШБр. | 20 серпня 2024 | Загинув поблизу н.п. Погреби Суджанського району Курської області рф у наслідок вибуху під час евакуації поранених. |
| 21 серпня |                  |                                                                           | |                | |
| 20409     |                  | Павлусь Дмитро                                                            | 21 рік, Аляска, США. Згодом переїхав у Вараш. Навчався у ліцеї №2. Після завершення вступив до Національного транспортного університету на спеціальність «Енергетичне машинобудування». У травні 2024 року підписав контракт з 12 бригадою спеціального призначення «Азов». Служив старшим кулеметником батальйону спеціального призначення. Старший солдат, отримав медаль «За звитягу» у зоні бойових дій в серпні 2024 року. | 21 серпня 2024 | Залишились батько, брати та сестри . |
| 20410     |                  | Диський Гліб                                                              | 33 роки, с. Рівне, Ковельський район, Волинь. Доброволець, молодший сержант, командир відділення керованого мінування 1 інженерно-саперного взводу інженерно-саперної роти групи інженерного забезпечення 100 ОМБр | 21 серпня 2024 | Загинув у бою за Торецьк на Донеччині |
| 20411     |                  | Харуто Володимир                                                          | 38 років, Дніпропетровщина. Старший солдат, командир відділення інженерної розвідки інженерно-саперної роти. | 21 серпня 2024 | Загинув в Курській області |
| 20412     |                  | Дворковий Олег                                                            | 20 вересня 1983, м. Пирятин. Навчався у міській школі № 4, далі професію здобув у Березоворудському аграрному технікумі. Жив та працював у Києві. Став до лав ЗСУ у квітні 2022 року. Брав участь у бойових діях на околицях Вовчанська та Серебрянського лісу. Старший стрілець-оператор стрілецької роти. | 21 серпня 2024 | Загинув внаслідок ДТП у Куп‘янському районі Харківської області. Залишилися дружина та брат |
| 20413     |                  | Бабенко Віталій Дмитрович                                                 | 21 серпня 1974, м. Полтава. Згодом доля привела його до села Марківка, де він довгий час жив, будував свої плани та мрії. Воював на Харківському напрямку. | 21 серпня 2024 | Після важких поранень, отриманих у бою, він вступив у боротьбу з хворобою, яку, на жаль, не зміг подолати. Залишилися батьки та сестра |
| 20414     |                  | Шакаліс Руслан                                                            | 27 років, с. Вовкове Ужгородського району. | 21 серпня 2024 | Загинув біля населеного пункту Погребки Суджанського району Курської області |
| 20415     |                  | Францев Сергій                                                            | 14.07.1992, Новодунаєвецька громада | 21 серпня 2024 | Загинув біля населеного пункту Білогорівка Сєверодонецького району Луганської області. |
| 20416     |                  | Касьянов Андрій                                                           | 27 років. Випускник Вальдорфської школи, м. Дніпро. Актор Дніпровського національного театру Т. Г. Шевченка. Однією з останніх робіт у театрі стала роль грузинського художника Ніко Піросмані у виставі "Мільйон червоних троянд". | 21 серпня 2024 | [ 245 ] |
| 20417     |                  | Ходаковський Владислав                                                    | 25 років, с.Нововоскресенське, Нововоронцовської громади. У березні 2024 вступив до лав ЗСУ, старший солдат. Командував розвідувальним відділенням. | 21 серпня 2024 | Загинув у с.Мала Локня, що у Суджецькому р-ні Курської області |
| 20418     |                  | Мельникчук Андрій                                                         | 4 січні 1975, селище Романів Житомирської області. По закінченню місцевої середньої школи здобув професію водія. У цивільному житті працював водієм. У Вінниці створив сім’ю та виховав двох синів. Став на захист рідної землі у 2014-му. На початку повномасштабного російської агресії був у складі 4-ї окремої танкової бригади імені гетьмана Івана Виговського. Солдат, виконував бойові завдання спочатку на харківському, а потім – донецькому напрямку. | 21 серпня 2024 | Загинув під час зіткнення із ворогом поблизу селища Нове Лиманської міської територіальної громади . |
| 20419     |                  | Сукманюк Андрій                                                           | 13 жовтня 1970, м. Вінниця. Долучився добровольцем долучився до захисту України у березні 2022 року. Воював у лавах 14-ї бригади оперативного призначення Національної Гвардії "Червона калина". Був сержантом, командиром бойової машини. Зі своїми побратимами тримав оборону на Хмельницькому, Запорізькому, а також Луганському напрямках, де найважчі бої точилися під селом Оріхове. А пізніше протистояв на Донеччині. | 21 серпня 2024 | Загинув поблизу села Гродівка Покровського району |
| 20420     |                  | Гуцул Дмитро                                                              | 53 роки, с. Комарівці, Буковина. Він був воїном військової частини А7028. | 21 серпня 2024 | Загинув поблизу Торецька на Донеччині . |
| 20421     |                  | Даценко Анатолій Вікторович                                               | 31.8.1971, м. Зіньків Полтавської області. Навчався в кропивницькій школі, закінчив професійне технічне училище за професією "монтажник внутрішніх технічних систем і обладнання". Працював у Кропивницькому на ремонтно-механічному заводі, прохідником на шахті, зварювальником на різних підприємствах області. Після повномасштабного вторгнення Росії чоловік повернувся в Україну, працював охоронцем в лікарні, допоки не мобілізували. 20 січня 2024 року приєднався до лав ЗСУ. Служив на посаді заступника командира бойової машини, навідника оператора першого механізованого відділення. | 21 серпня 2024 | 10 днів не дожив до свого 53-річчя. Похований на Алеї Слави |
| 20422     |                  | Маслянко Олексій («Абдула»)                                               | 45 років, с. Закупне Хмельницької області. Після школи здобув фах водія у професійному училищі. В мирному житті працював водієм таксі. З родиною проживав у місті Боярка Київської області. У повномасштабній війні боронив країну в 2-му батальйоні 101-ї окремої бригади охорони Генерального Штабу імені генерала-полковника Геннадія Воробйова. Нагороджений відзнакою Президента України «За оборону України» та нагрудним знаком «Золотий хрест». Старший солдат. | 21 серпня 2024 | Загинув під час виконання бойового завдання на Харківському напрямку. Залишились дружина, донька та батьки . |
| 20423     |                  | Кінах Андрій                                                              | 7 листопада 1979, м. Луцьк. Головний сержант стрілецького батальйону | 21 серпня 2024 | Загинув у бою під Торецьком |
| 22 серпня |                  |                                                                           | |                | |
| 20440     |                  | Дмитрук Антон Юрійович                                                    | 7 квітня 1995, с. Люча Косівського району. Під час повномасштабного вторгнення він служив гранатометником у 74 батальйоні 102 окремої бригади Сил територіальної оборони. | 22 серпня 2024 | Помер у лікарні після отриманих травм в дорожньо-транспортній пригоді, яка сталася 17 серпня. Похорон відбувся 24 серпня в селі Люча |
| 20441     |                  | Колосовський Віталій                                                      | 47 років, с. Ожидів Золочівського району. У 2015 році добровільно став на захист України. Воював у складі 54 окремої механізованої бригади імені гетьмана Івана Мазепи. Був важко поранений на Донеччині і демобілізований. | 22 серпня 2024 | [ 220 ] |
| 20442     |                  | Владіміров Борис Борисович                                                | 37 років, м. Трускавець. Був солдатом, зовнішнім пілотом (оператором) безпілотних літальних апаратів 1-го відділення стрілецького взводу стрілецької роти 5 стрілецького батальйону в/ч 3002. | 22 серпня 2024 | Загинув під час виконання бойового завдання поблизу населеного пункту Гродівка Покровського району Донецької області внаслідок мінометного обстрілу |
| 20443     |                  | Івчак Ельдар                                                              | 23 роки, житель Чернігівської громади. | 22 серпня 2024 | Загинув в Запорізькій області |
| 20444     |                  | Білоніг Михайло Віталійович                                               | 6 жовтня 2002, селище Котельва. У 2020 році із золотою медаллю закінчив Котелевську гімназію № 1 ім. Ковпака. Став курсантом факультету підготовки спеціалістів десантно-штурмових військ та морської піхоти, який успішно закінчив у травні 2024 у званні лейтенанта. Лейтенант | 22 серпня 2024 | [ 252 ] [ 77 ] |
| 20445     |                  | Онищенко Олександр Миколайович                                            | 6 березня 1993, м. Гребінка. Навчався у Дніпропетровській СШ № 74, у Гребінківській гімназії та у Кременчуцькому залізничному коледжі, де здобув спеціальність «Вагонне господарство». Працював на пункті технічного обслуговування станції «Гребінка», одночасно проходив навчання у Київському Державному інституті транспорту. Строкову службу проходив у Національній Гвардії України. З 2016 по 2018 рік служив за контрактом, був учасником антитерористичної операції на сході України. У лютому 2022 року вдруге став на захист Батьківщини, проходив навчання в Німеччині. | 22 серпня 2024 | [ 77 ] |
| 20446     |                  | Зеленський Роман Миколайович                                              | 5 червня 1988, м. Кременчук. Закінчив місцеву школу. У 2015 році пішов працювати до новоствореної патрульної поліції Києва. Пізніше він став частиною батальйону тактико-оперативного реагування, а згодом приєднався до відділення тактичної підтримки TacTeam. У 2020 році завершив навчання у Національній академії внутрішніх справ. З початком повномасштабної війни долучився до Сил Оборони. Брав участь у бойових діях на Київщині, Донеччині, Луганщині, Запоріжжі, Сумщині. Останнім часом брав участь у стабілізаційних заходах у Курській області. Був командиром груп аеророзвідки та FPV. Був нагороджений заохочувальною відзнакою МВС — вогнепальною зброєю, а також почесним нагрудним знаком Головнокомандувача ЗСУ «Хрест хоробрих». | 22 серпня 2024 | Під час зачистки населеного отримав поранення в голову під час стрілецького бою. Помер у лікарні міста Суми. Залишилися батьки, сестра, донька та син . |
| 20447     |                  | Парадовський Олександр                                                    | 46 років, м. Вінниця. | 22 серпня 2024 | Загинув 22 серпня поблизу Озерянівки Донецької області. |
| 20448     |                  | Остап'юк Микола                                                           | 31 рік, с. Яблуниця, що на Івано-Франківщині. | 22 серпня 2024 | Загинув під час артилерійського обстрілу позицій поблизу міста Вугледар Волноваського району Донецької області. |
| 20449     |                  | Патченко Денис                                                            | 1 листопада 1985, м. Вінниця. Закінчив 22-гу загальноосвітню школу, відслужив у армії та розпочав свій трудовий шлях. У період АТО/ООС на його воєнну долю випали важкі випробування, зокрема під селищем Піски Покровського району та Павлопіль Маріупольського. А з початком повномасштабного вторгнення знову долучився до оборони України. Був старшим солдатом у 35-й окремій бригаді морської піхоти імені контрадмірала Михайла Остроградського. Брав участь у боях на півдні країни. За тиждень до звільнення Херсона дістав надзвичайно важке поранення, але, не долікувавшись, знову повернувся до своїх побратимів. | 22 серпня 2024 | Наслідки бойових травм загострилися у 2023 році під час зіткнень із ворогом під Бахмутом. Після цього була тривала боротьба за його життя. Помер оборонець у лікарні 22 серпня |
| 20450     |                  | Медяник Віктор Вікторович («Мед»)                                         | 27 березня 2000, 24 роки. У березні 2022 року він добровільно вступив до лав територіальної оборони для захисту України. 18 серпня 2022 року військовий долучився до спецпідрозділу 93 ОМБр «Сенека», був оператором дронів та аероскопів. Знищував ворога під Соледаром і Бахмутом, а згодом у складі 78-го окремого десантно-штурмового полку брав участь у наступальних операціях на Запорізькому напрямку. У травні 2024 року Віктор Медяник долучився до 95-ї окремої десантно-штурмової бригади. У її складі він брав участь у боях під Торецьком. На початку серпня військовий почав виконувати бойові завдання на курському напрямку. | 22 серпня 2024 | Загинув в Курській області |
| 20451     |                  | Лунякін Олександр Олександрович                                           | 9 травня 1985, 39 років, м. Краматорськ. Навчався у 12-й школі, потім у 14-му училищі і технологічному технікумі. Після навчання все життя працював на Новокраматорському машинобудівному заводі, остання посада була терміст. Був мобілізований у листопаді 2023, служив на посаді старшого навідника протитанкового взводу роти вогневої підтримки мотопіхотного батальйону військової частини А4941, старший солдат. Увесь час був на Покровському напрямку. | 22 серпня 2024 | Загинув біля села Гродівка Покровського району під час виконання бойового завдання. Залишилися мама . |
| 20452     |                  | Івчак Ільдар («Кіт»)                                                      | 23 роки, с. Широкий Яр Запорізької області. У 2020 році закінчив Запорізький професійний ліцей автотранспорту і здобув професії слюсаря з ремонту колісних транспортних засобів, водія. У мирному житті працював барменом в ресторані «Майстерня їжі та диму» у Запоріжжі. Під час повномасштабної війни чоловік воював за свою країну в лавах Військово-морських сил ЗСУ. Був розвідником 35-ї окремої бригади морської піхоти імені контрадмірала Михайла Остроградського. | 22 серпня 2024 | Загинув в районі села Козачі Лагері на Херсонщині. При виконанні бойового завдання потрапив під артилерійський обстріл, отримав осколкове поранення голови. Похований у Запоріжжі на Капустяному кладовищі. Залишились мама, дружина, брат та бабуся .                                                                              |
| 23 серпня |                  |                                                                           | |                | |
| 20470     |                  | Коваль Петро Богданович                                                   | 12 липня 1975, с. Надіїв Долинської громади. Захищати країну від армії РФ пішов на другий день повномасштабного вторгнення, 25 лютого 2022 року. У лавах Збройних сил України мав звання головного сержанта. На фронті служив командиром гармати 2 артилерійського взводу 44 окремої артилерійської бригади імені гетьмана Данила Апостола. | 23 серпня 2024 | 13 липня 2024 року був поранений — потрапив під артилерійський обстріл поблизу села Червона Криниця Пологівського району. Воїна госпіталізували, однак 23 серпня він помер . |
| 20471     |                  | Заркуа Володимир Сергійович                                               | 1993, м. Камінь-Каширський. | 23 серпня 2024 | Загинув на Донеччині |
| 20472     |                  | Дрок Володимир                                                            | Бровари. Солдат, гранатометник-розвідник розвідувальної роти | 23 серпня 2024 | |
| 20473     |                  | Штеюк Кирило Дмитрович                                                    | 7.04.1987, Мереф'янська громада | 23 серпня 2024 | Загинув населеного пункту Невельське Покровського району Донецької області |
| 20474     |                  | Малкуш Михайло («Шершень»)                                                | 22.11.1969, м. Львів. Навчався у Середній загальноосвітній школі №62 м. Львова. Професійно-технічну освіту за спеціальністю «слюсар-складальник радіоелектронної апаратури та приладів» здобув у Державному навчальному закладі «Львівське вище професійне політехнічне училище». Працював у Комунальному некомерційному підприємстві Львівської обласної ради «Львівський обласний клінічний перинатальний центр». Під час повномасштабного російського вторгнення боронив державу в лавах 3-го прикордонного загону імені Героя України полковника Євгенія Пікуса. Виконував бойові завдання на Харківщині, Донеччині та Луганщині. | 23 серпня 2024 | Похорон відбувся 29 серпня 2024 у Львові. Залишились сестра, брати та племінники |
| 20475     |                  | Жорняк Валерій Іванович                                                   | 13 квітня 1972, с. Бережнівка. Свою освіту він розпочав у Бережнівській восьмирічній школі та завершив у 1989 році у Бутенківській загальноосвітній школі імені Дольд-Михайлика. Пізніше він навчався в Полтавському кооперативному технікумі, де здобув спеціальність товарознавця. Після строкової служби повернувся до технікуму, щоб завершити освіту. Тривалий час працював приватним підприємцем, а останнім часом обіймав посаду охоронця на «Кобеляцькому комбінаті хлібопродуктів». Став до лав ЗСУ у березні 2024 року. | 23 серпня 2024 | Залишилися мама, сестра, дружина та двоє синів |
| 20476     |                  | Білоусов Максим Дмитрович                                                 | м. Кременчук. Проходив службу за контрактом із червня 2020 року. Лейтенант, командир мінометного взводу у складі НГУ. | 23 серпня 2024 | Помер у лікарні в Запоріжжі від отриманих поранень під час виконання бойового завдання в районі Малої Токмачки Пологівського району Запорізької області |
| 20477     |                  | Лазюк Олександр                                                           | 9 березня 2006, с. Зарванці. Після закінчення Якушинецької школи вступив до Тульчинського "Ліцею з посиленою військово-фізичною підготовкою повітряних сил". Після закінчення ліцею, у 2023 році вступив до Вінницького аграрного університету на відділення механізації. Одразу після повноліття в травні 2024 року, підписав контракт з Третьою окремою штурмовою бригадою. Після курсу навчання він одразу потрапив на фронт, де брав безпосередню участь в бойових діях. | 23 серпня 2024 | [ 76 ] |
| 24 серпня |                  |                                                                           | |                | |
| 20500     |                  | Білоус Костянтин                                                          | Лиманщина, Донецька область | 24 серпня 2024 | Похований у місті Верхівцеве на Дніпропетровщині |
| 20501     |                  | Тишко Святослав Михайлович                                                | 5 квітня 1978, с. Гориляди, Тернопільщина. Вихованець Коропецької школи-інтернату для дітей сиріт | 24 серпня 2024 | Загинув в Бахмутському районі |
| 20502     |                  | Станкевич Марʼян Зіновійович                                              | 1980, Червоноградська міська рада | 24 серпня 2024 | Загинув під час виконання бойового завдання поблизу селища Глушково Курської області |
| 20503     |                  | Жолондієвський Віталій Антонович                                          | 1971, м. Броди Золочівського району | 24 серпня 2024 | Загинув під час артилерійського обстрілу в населеному пункті Костянтинівка, Донецької області |
| 20504     |                  | Величко Дмитро                                                            | 39 років, м. Вінниця | 24 серпня 2024 | в районі Білогорівки на Луганщині. |
| 20505     |                  | Марченко Олександр Васильович                                             | 6.04.1979, м. Маріуполь. Переїхав з родиною в село Меліоративне, куди переїхала родина Марченків. Звідси й став на захист Батьківщини, як і старший брат. | 24 серпня 2024 | Загинув на Сумському напрямку |
| 20506     |                  | Лагнюк Андрій Миколайович                                                 | 24 листопада 1982, м. Дубно. Долучився до війська у березні 2022 року, на початку повномасштабного вторгнення. Був командиром механізованого взводу. Воював на Харківщині та Донеччині. Упродовж двадцяти двох днів обороняв оточену російськими військами Авдіївку та отримав поранення. | 24 серпня 2024 | Загинув в Курській області. Залишилась матір, сестра, дружина та двоє дітей. Похований на Алеї Слави у місті Дубно . |
| 20507     |                  | Сердюк Олександр Олександрович                                            | 3 листопада 1982, с. Велика Бурімка Чорнобаївського району Черкаської області. Навчався у Гребінківській гімназії. Обрав собі мирну професію, пов’язану з культурою та мистецтвом, закінчивши у 2004 році Київський Національний Університет культури і мистецтва. Був солістом-вокалістом та співав на сцені Київського академічного театру Українського фольклору «Берегиня». У квітні 2024 року був мобілізований до лав Збройних Сил України | 24 серпня 2024 | Загинув під час виконання бойового завдання на північно-східному |
| 20508     |                  | Даниленко Андрій Миколайович                                              | 4 липня 1993, с. Калайдинці Лубенського району. Навчався у місцевій школі та у Лубенському лісотехнічному коледжі за спеціальністю «Лісове господарство». У 2009 році, після смерті батька, став єдиною чоловічою опорою для мами і сестри. З липня 2013 року по березень 2017 року працював у ДП «Кременчуцьке лісове господарство» на посаді лісника. Паралельно навчався у Національному університеті біоресурсів і природокористування України. У 2016 році здобув кваліфікацію «бакалавр лісового і садово-паркового господарства». За покликом душі юнак працював кухарем у кафе «Депот» та «Прованс», а також баристою у магазині «Маркетопт». У березні 2022 року добровольцем став до лав ЗСУ. | 24 серпня 2024 | Помер у стабілізаційному пункті від отриманих на Харківському напрямку травм. Залишилися мама, сестра та молода дружина |
| 20509     |                  | Горщорук Артем Юрійович                                                   | 22 квітня 1994, с. Михайлівка Перша Котелевської громади. Закінчив місцеву школу. Навчався в Охтирському професійному ліцеї, де він здобув спеціальність тракториста — машиніста сільського господарства, та в Полтавському електрорадіотехнічному ліцеї за професію електромеханіка радіотелевізійної апаратури. Працював у ТОВ «Агрофірма «Маяк» техніком-програмістом. Потім — водієм у місцевому Фермерському господарстві «Мир». | 24 серпня 2024 | Загинув в районі села Міньківка Бахмутського району Донецької області внаслідок артилерійського обстрілу |
| 20510     |                  | Симчишин Віталій Васильович                                               | 9 липня 1978, с. Забрідь. Механік-водій 2 механізованого відділення 2 механізованого взводу 3 механізованої роти 1 механізованого батальйону військової частини А4941 | 24 серпня 2024 | Загинув в районі н п. Гродівка Покровського району Донецької області під час виконання бойового завдання |
| 20511     |                  | Сак Андрій Володимирович                                                  | с. Липини, Волинь. Солдат | 24 серпня 2024 | [ 267 ] |
| 20512     |                  | Величко Дмитро («Велікан»)                                                | м. Вінниця. На початку повномасштабного російського вторгнення він пішов добровольцем захищати Батьківщину. Був сержантом 3-го прикордонного загону імені Героя України полковника Євгенія Пікуса. У 2022 році боронив кордони країни на Сумщині та Чернігівщині, у 2023 тримав оборону під Бахмутом, а у 2024 – на Луганщині. Був нагороджений нагрудним знаком «За мужність в охороні державного кордону». | 24 серпня 2024 | Загинув у районі селища Білогорівка Сєвєродонецького району Луганської області . |
| 20513     |                  | Огірчук Руслан                                                            | с. Черемошне. Сапер інженерно-саперного відділення інженерно-саперного взводу інженерно-саперної роти інженерно саперного батальйону військової частини. | 24 серпня 2024 | Загинув в районі Соледарської територіальної громади Бахмутського району Донецької області |
| 20514     |                  | Павлюк Віктор                                                             | 6.03.1973, м. Сокаль, Львівської області. Навчався Сокальській загальноосвітній школі І-ІІІ ступенів №2. Займався у Сокальській дитячо-юнацькій спортивній школі. Згодом навчання продовжив у Державному професійно-технічному навчальному закладі «Червоноградський професійний гірничо-будівельний ліцей», який закінчив з червоним дипломом. Вищу освіту здобув у Луцькому індустріальному інституті (зараз – Луцький національний технічний університет». Працював в інженерно-будівельній сфері у місті Львів. З початком АТО допомагав сиротам та військовослужбовцям ЗСУ. Під час повномасштабного російського вторгнення захищав державу у складі 95-ї окремої десантно-штурмової бригади. Виконував бойові завдання на Донеччині та Курському напрямку. | 24 серпня 2024 | Загинув в Курській області. Похорон відбувся 7 вересня 2024 у Львові. Залишились син, цивільна дружина та племінник . |
| 20515     |                  | Вівсюк Микола Юрійович («Агроном»)                                        | 5.03.2001. Командир 2 відділення 2 мінометного взводу 2 мінометної батареї, молодший сержант | 24 серпня 2024 | Загинув в районі міста Часів Яр |
| 25 серпня |                  |                                                                           | |                | |
| 20530     |                  | Оксаніч Олександр Валентинович                                            | 1999, селище Романів, Житомирський область. | 25 серпня 2024 | Загинув поблизу Слов`янська внаслідок касетного обстрілу |
| 20531     |                  | Філь Сергій                                                               | 50 років, м. Жидачів | 25 серпня 2024 | Загинув внаслідок мінометного обстрілу, поблизу населеного пункту Виїмка Бахмутського району Донецької області. |
| 20532     |                  | Гамолюк Микола                                                            | 27 років, с. Старий Кривин. | 25 серпня 2024 | Загинув від ворожої кулі. |
| 20533     |                  | Чумак Володимир Леонідович                                                | 1970, м. Полонне | 25 серпня 2024 | Загинув в районі виконання бойових завдань в Луганській області |
| 20534     |                  | Брінь Орест Романович                                                     | 6.06.1988, м. Львів. Навчався у Ліцеї №80 Львівської міської ради. Вищу освіту за спеціальністю «менеджмент» здобув в Інституті управління, психології та безпеки Львівського державного університету внутрішніх справ. Працював сервіс-менеджером у Товаристві з обмеженою відповідальністю «Фокстрот» та менеджером з продажів у Товаристві з обмеженою відповідальністю «Компанія «Стар сервіс». Під час повномасштабного вторгнення боронив Україну у складі 103-ї окремої бригади територіальної оборони імені митрополита Андрея Шептицького, 63-й Окремий Батальйон Сил ТрО. Виконував бойові завдання на Сумському напрямку. | 25 серпня 2024 | Похорон відбувся 29 серпня 2024 у Львові. Залишились дружина, донька, син, батьки та дві бабусі |
| 20535     |                  | Драган Михайло                                                            | 31.03.1966, м. Львів. Навчався у Ліцеї №74 імені Марійки Підгірянки Львівської міської ради. Після завершення навчання проходив строкову військову службу. Працював у сфері автомобільних перевезень. Був у числі співзасновників громадської організації «Львівське обласне історико-просвітницьке товариство «Маківка-Броди» і активним учасником Громадської організації «Всеукраїнська правозахисна організація „Меморіал“ імені Василя Стуса», Народного Руху України та багатьох інших організацій. Займався пошуком та ексгумацією учасників Національно-визвольних змагань. Учасник Революції Гідності та АТО. У 2014-у році вступив на захист України до лав 24-го окремого штурмового батальйону «Айдар» 53-ї окремої механізованої бригади. Згодом воював у складі 24-ї окремої механізованої бригади та 44-ї окремої артилерійської бригади. Нагороджений Орденом Богдана Хмельницького ІІІ ступеня. З початком повномасштабного російського вторгнення добровольцем став обороняти державу в складі 63-ї окремої механізованої бригади. Згодом продовжив виконувати бойові завдання у складі 115-ї окремої механізованої бригади. Виконував бойові завдання по всій лінії фронту. Після отримання декількох поранень продовжив військову службу інструктором у 356-у навчальному артилерійському полку 184-го навчального центру Національної академії сухопутних військ імені гетьмана Петра Сагайдачного. | 25 серпня 2024 | Похорон відбувся 30 серпня у Львові. Залишились дружина, донька та син |
| 20536     |                  | Лозинський Андрій                                                         | 28.06.1987, м. Львів. Закінчив Львівську академічну гімназію при Національному університеті «Львівська політехніка». Навчався на хімічному факультеті Львівського національного університету імені Івана Франка. Працював у Товаристві з обмеженою відповідальністю «Діловий мобільний сервіс», а згодом – у Товаристві з обмеженою відповідальністю Науково-виробниче підприємство «Кітва».Проходив навчання українських військових у Великій Британії. Під час повномасштабного російського вторгнення захищав Україну у складі 13-го окремого десантно-штурмового батальйону імені Героя України полковника Тараса Сенюка 95-ї окремої десантно-штурмової бригади. Виконував бойові завдання на Донеччині. | 25 серпня 2024 | Похорон відбувся 30 серпня у Львові. Залишилися батьки |
| 20537     |                  | Кравчук Орест                                                             | 10.02.1989, с. Ділове Закарпатської області. Навчався у Рахівському закладі загальної середньої освіти І-ІІІ ступенів №1 Рахівської міської ради Рахівського району Закарпатської області. Вищу освіту за спеціальністю «художня обробка металу» здобув у Львівській національній академії мистецтв. Працював у студії розробки ігор “Dreammate”, де займав посаду технічного художника. Любив розробляти розширення для програми “Blender”, технічне забезпечення для комп’ютерних ігор та займався художньою роботою з металом. Під час повномасштабного російського вторгнення захищав Україну в 151-й окремій механізованій бригаді. | 25 серпня 2024 | Загинув на Покровському напрямку. Похорон відбувся 31 серпня 2024 у Львові. Залишилася дружина, мама, тато, сестра, швагро та племінник . |
| 20538     |                  | Матіюк Олександр                                                          | 13 травня 1977, м. Ківерці, Волинь. Навчався у першій міській школі. Старший солдат. | 25 серпня 2024 | Загинув під Часовим Яром від мінометного обстрілу |
| 20539     |                  | Романченко Ігор Вікторович                                                | с. Бреусівка Козельщинської громади. Солдат десантно-штурмової роти. | 25 серпня 2024 | Загинув в районі села Мартинівка Сурджанського району Курської області |
| 20540     |                  | Шевченко Олександр Олександрович                                          | 51 рік, м. Білгород-Дністровський. Солдат | 25 серпня 2024 | Загинув біля села Журавка в Покровському районі Донецької області |
| 20541     |                  | Іванус Тарас                                                              | с. Гійче Рава-Руської громади. Служив у військовій частині А4935. | 25 серпня 2024 | Загинув поблизу Торецька Донецької області під час бойового завдання . |
| 20542     |                  | Рабий Дмитро («Гонщик»)                                                   | 25 серпня 1992, м. Луцьк. Навчався в Камінь-Каширському ВПУ, де здобув фах маляра-штукатура. У 2011- 2012 роках служив у 80-й десантно-штурмовій Галицькій бригаді. Демобілізувався, працював на будівництві в Україні та за кордоном. Після початку повномасштабної війни, з 28 лютого 2022 року, боронив країну в складі 100-ї окремої механізованої бригади, служив стрільцем-зенітником зенітно-ракетного взводу 1-го зенітно-ракетного відділення. | 25 серпня 2024 | Загинув внаслідок ворожого мінометного обстрілу поблизу міста Залізне Донецької області. похований на новому кладовищі в селі Раків Ліс на Волині. Залишилися батьки, брати та вагітна дружина . |
| 20543     |                  | Недашківський Руслан                                                      | 1 серпня 1992, м. Київ. Після школи вступив до Київського професійного енергетичного ліцею, де отримав фах електрика. Його першим робочим місцем був АЗК Shell. Роботі в компанії присвятив 10 років. Потім мав незначні підробітки. Влітку 2021 року прийшов на «Нову пошту». На початку повномасштабної війни розлучився. А згодом разом із батьком пішов у військкомат, однак батька взяли одразу, а сину дали пів року відстрочки. Тож у військо Руслан потрапив наприкінці літа 2022-го. Спочатку навчався у Польщі, отримав кваліфікацію мінометника. Далі був розподілений до 44-ої окремої артилерійської бригади імені гетьмана Данила Апостола. Від самого початку й до кінця воював на Куп’янському напрямку, поблизу Стельмахівки. Неподалік воював і його батько, тож вони могли періодично бачитися. | 25 серпня 2024 | Загинув при виконанні службових обов’язків на Куп’янському напрямку Харківщини . |
| 20544     |                  | Яроцький Йосип Броніславович                                              | 1 січня 1967, с. Стара Гута. Мешкав в м. Кам'янець-Подільський. Солдат | 25 серпня 2024 | [ 275 ] |
| 26 серпня |                  |                                                                           | |                | |
| 20561     |                  | Кузнєцова Наталія Валеріївна («Іранка»)                                   | 31 рік, м. Олександрія, Кіровоградська область. До Майдану навчалась в Київському національному економічному університету ім.В.Гетьмана. За участь в революції дівчину «попросили» з вишу і навчання доводилося закінчувати вже в ЧНТУ (за фахом юриста). Була учасницею Євромайдану та очолювала чернігівський осередок "Правого сектору". Проживала у Чернігові. Мала невеличкий бізнес — кав‘ярню в Чернігові. Згодом перейшла на роботу до юридичної компанії "SkyLawyers" , де керувала київським офісом. До повномасштабної війни працювала юристкою. У травні 2022 року вона повідомила, що долучилася до лав 3-го окремого стрілецького батальйону 67 ОМБр. У березні 2023 нагороджена орденом "За мужність" ІІІ ступеня. Її чоловік Віктор Панаско загинув 6 травня 2023 року у бою під Бахмутом. | 26 серпня 2024 | Загинула від вогнепального поранення в області скроні у селі Приморське на Одещині. |
| 20562     |                  | Трішин Дмитро Володимирович                                               | 1973, м. Червоноград. | 26 серпня 2024 | Загинув на Донеччині. |
| 20563     |                  | Цільо Микола Васильович                                                   | 22.06.1968, с. Лоза, Іршавська громада. | 26 серпня 2024 | |
| 20564     |                  | Озерчук Сергій Васильович                                                 | 1980, Коростенська міська рада. | 26 серпня 2024 | Загинув внаслідок атаки ворожого FPV-дрону в районі н.п. Залізнянське, Бахмутського району, Донецької області. |
| 20565     |                  | Самойленко Степан Олегович                                                | 1990, с. Синява. | 26 серпня 2024 | Загинув під час виконання бойового завдання в районі н.п. Мала Локня, Суджанського району, Курської області |
| 20566     |                  | Месь Олексій Сергійович («Мунфіш»)                                        | 20 жовтня 1993, м. Шепетівка. Підполковник. Пілот F-16, прес-служба 144-го винищувального крила Повітряних сил Нацгвардії США повідомляла, що він проходив навчання на F-16 у Штатах. 6 вересня 2022 нагороджений медаллю “За військову службу Україні” | 26 серпня 2024 | Знищив три крилаті ракети 26 серпня під час масованого обстрілу України. Присвоєно звання полковник посмертно . |
| 20567     |                  | Соцький Вадим Васильович                                                  | 1994. Випускник Гніванського професійного ліцею. На момент початку повномасштабного вторгнення перебував на роботі за кордоном. Повернувся в Україну, аби стати на її захист. | 26 серпня 2024 | Загинув поблизу н. п. Невельське, Сватівського району |
| 20568     |                  | Батіг Іван Федорович                                                      | 7 липня 1965, с. Коти. | 26 серпня 2024 | Загинув біля населеного пункту Невське Сватівського району Луганської області. Виховав трьох дітей. |
| 20569     |                  | Глоба Андрій Олександрович                                                | 1984, Переяславська громада. | 26 серпня 2024 | Загинув під час виконання бойового завдання в зоні бойових дій населеного пункту Черкаська Конопелька Курської області. |
| 20570     |                  | Косаківський Павло Андрійович                                             | с. Поташня. Старший солдат. | 26 серпня 2024 | Загинув в населеному пункті Колмаків, Курської області. |
| 20571     |                  | Овсенюк Анатолій                                                          | 15 березня 1969, с. Дяків. Хмельницької області. Закінчив місцеву середню школу та вступив до Полонського механізаційного училища. Після закінчення училища працював у колгоспі трактористом. З 2008 року проживав у Чернігові та працював у магазинах мережі АТБ. Згодом влаштувався на роботу до комунального підприємства. В умовах повномасштабної долучився до лав ЗСУ. Солдат | 26 серпня 2024 | Під час виконання чергового бойового завдання отримав поранення. Проходив лікування у Чернігові, але 26 серпня помер. Похований на кладовищі "Яцево" . |
| 20572     |                  | Зулкарнєєв Владислав Сергійович                                           | 7 жовтня 2003, м. Червоноград. Навчався у Притулку для дітей служби у справах дітей Львівської обласної державної адміністрації. Згодом продовжив здобувати освіту у Ліцеї «Просвіта» Львівської міської ради та Приватному закладі «Молодіжний навчальний центр імені святого Івана Боско». Під час повномасштабного російського вторгнення захищав Батьківщину в лавах 28-ї окремої механізованої бригади імені Лицарів Зимового Походу оперативного командування «Південь» Сухопутних військ Збройних Сил України. Виконував бойові завдання на Донеччині. | 26 серпня 2024 | Загинув під час виконання бойового завдання на Донеччині. Похорон відбувся 2 вересня 2024 у Львові. Залишились цивільна дружина, дядько, названі брати та сестри . |
| 20573     |                  | Стрельников Віктор                                                        | 14.05.1983, м. Красноярськ. Навчався у Комунальному закладі «Маріупольська загальноосвітня школа І-ІІІ ступенів №64 Маріупольської міської ради Донецької області». Фахову освіту здобув у Маріупольському будівельному фаховому коледжі. Працював у Приватному акціонерному товаристві «Металургійний комбінат «Азовсталь». Під час повномасштабного російського вторгнення боронив Україну в складі 1-го прикордонного загону Східного регіонального управління Державної прикордонної служби України. Виконував бойові завдання на Харківському та Донецькому напрямках. | 26 серпня 2024 | Похорон відбувся 2 вересня 2024 у Львові. Залишились дружина, дві доньки, мати та брат |
| 20574     |                  | Конюк Едуард Сергійович                                                   | 25 років, м. Вараш. Після закінчення ліцею №1 здобув профільну освіту в Тернопільському національному університеті. Був мобілізований 5 червня 2024. Служив на посаді гранатометника у 80 окремій десантно-штурмовій Галицькій бригаді. | 26 серпня 2024 | Загинув поблизу Черкаського Порічного Суджанського району Курської області. Залишились мама, сестра та батько, який захищає Україну у складі 104 окремої бригади територіальної оборони |
| 20575     |                  | Ястребов Володимир Юрійович                                               | 16 жoвтня 1990, селище Балахівка. Після закінчення школи здобув спеціальність тракториста в Олександрійському ПТУ № 31. Працював слюсарем в ТОВ “Чечеліївське”. Після переїзду дo Аджамки працював у фермерськoму гoспoдарстві трактoристoм, різнoрoбoчим. Мобілізований 20 травня 2023. Спoчатку прoхoдив службу в Житoмирській oбласті, пoтім два місяці навчався у Великій Британії, далі були тижневі курси з рoзвідки. Прoхoдив службу на Дoнецькoму напрямку, служив розвідником-санітаром. | 26 серпня 2024 | Загинув під час ведення бoйoвих дій в Курській oбласті. Брат Сергій також вoює у лавах Збрoйних Силах України |
| 20576     |                  | Гавро Сергій Юрійович                                                     | м. Конотоп. Кухар їдальні. | 26 серпня 2024 | Загинув під час виконання бойового завдання на Луганщині. |
| 20577     |                  | Затула Богдан                                                             | м. Харків. Працював редактором стрічки новин «Дзеркала тижня», а згодом долучився до команди «Новини.Live», де висвітлював події в рідному Харкові. Був мобілізований 31 липня 2024. Загинув через 27 днів | 26 серпня 2024 | Потрапив під артилерійський вогонь і загинув. Похований на Алеї Слави в Харкові . |
| 20578     |                  | Сокальський Роман Володимирович                                           | 1998, с. Бобулинці, Тернопільська область. Стрілець-помічник гранатометника, солдат. | 26 серпня 2024 | Загинув поблизу населеного пункту Мартинівка Курської області |
| 20579     |                  | Барабаш Сергій                                                            | 18 липня 1993. У 2015 році служив на Донеччині, в зоні АТО. Був мобілізований в грудні 2023. До цього він працював електрогазозварником 5 розряду Дубіївського автотранспортного цеху філії "Черкаське лісове господарство" ДП "Ліси України". У ЗСУ служив старшим солдатом, розвідником-навідником. | 26 серпня 2024 | Загинув в районі населеного пункту Вовчанські Хутори Харківської області. Залишились дружина, маленька донечка та батьки |
| 20580     |                  | Єрко Руслан Володимирович                                                 | 30 квітня 1993, м. Горішні Плавні. Після закінчення 9 класів загальноосвітньої школи № 5 навчався у місцевому політехнічному коледжі, де здобув фах гірничого електромеханіка. У 2013-2014 роках проходив строкову службу в лавах ЗСУ і з 2014-го року захищав незалежність України на сході. У 2016 році закінчив Кременчуцький національний університет імені Михайла Остроградського, де здобув кваліфікацію інженера-електрика. Працював на Полтавському і Єристівському гірничо-збагачувальних комбінатах. У листопаді 2022 мобілізований. | 26 серпня 2024 | Загинув неподалік села Макіївка Луганської області. Похорон відбувся 3 вересня 2024. Похований в Горішніх Плавнях на території військового меморіалу «Їхні імена будуть жити вічно» . |
| 27 серпня |                  |                                                                           | |                | |
| 20590     |                  | Рабий Дмитро Володимирович                                                | 1992, с. Раків Ліс, Волинь | 27 серпня 2024 | Загинув на Донеччині |
| 20591     |                  | Cердюк Олександр Олександрович                                            | 3 листопада 1982, с. Велика Бурімка Чорнобаївського району на Черкащині. Навчався у Гребінківській гімназії, у 2004 році закінчив Київський національний університет культури та мистецтва. Артист-вокаліст Київського академічного театру Українського фольклору "Берегиня". Долучився до лав ЗСУ 29 квітня 2024 року. Воював в одній із найгарячіших точок, отримав поранення, а потім повернувся на фронт. | 27 серпня 2024 | [ 292 ] [ 293 ] [ 294 ] |
| 20592     |                  | Шаповал Роман Миколайович                                                 | 1993, м. Переяслав. Лейтенант ЗСУ. | 27 серпня 2024 | Загинув поблизу населеного пункту Петропавлівка Куп’янському району Харківської області. |
| 20593     |                  | Крисюк Юрій Миколайович                                                   | 26.04.1983, с.Великий Омеляник Луцької міської територіальної громади. Був призваний на військову службу до складу військової частини на посаду старшого навідника міномета. | 27 серпня 2024 | Загинув в районі населеного пункту Пречистівка Донецької області . |
| 20594     |                  | Сергійчук Сергій Іванович                                                 | 22 грудня 1970, Київ. Співробітник Служби безпеки України, учасник бойових дій в АТО | 27 серпня 2024 | Загинув внаслідок нічного ракетного удару по готелю «Аврора» у Кривому Розі перебуваючи у відрядженні |
| 20595     |                  | Малов Денис                                                               | 33 роки, м. Херсон. До повномасштабного вторгнення працював дизайнером у херсонській газеті “Гривна”. У 2022 році виїхав з окупації та вступив до лав ЗСУ. Був оператором дрона. | 27 серпня 2024 | [ 297 ] |
| 20596     |                  | Ворошилов Борис                                                           | 41 рік, м. Суми | 27 серпня 2024 | [ 196 ] |
| 20597     |                  | Шевцов В`ячеслав                                                          | Працівник Чернігівського обласного молодіжного театру. З початком повномасштабного вторгнення він став на захист України | 27 серпня 2024 | Загинув в Курській області, потрапив під обстрілу |
| 20598     |                  | Гула Ігор                                                                 | 17 серпня 1969, с. Велика Дорога Ніжинського району. В умовах повномасштабної війни долучився до лав ЗСУ.Молодший сержант | 27 серпня 2024 | 25 травня 2024 року під час виконання бойового завдання отримав тяжке поранення. Проходив лікування у Києві, але 27 серпня військовий помер. Похований на кладовищі села Велика Дорога |
| 20599     |                  | Лопатюк Роман Ігорович                                                    | 1989, м. Червоноград | 27 серпня 2024 | Загинув під час виконання бойового завдання поблизу села Вишньовка Курської області |
| 20600     |                  | Буй Андрій Ігорович                                                       | м. Червоноград | 27 серпня 2024 | Помер 27 серпня під час проходження військової служби |
| 20601     |                  | Залипка Тарас Ярославович («Ліщина»)                                      | 18 травня 1976, м. Івано-Франківськ, де здобували освіту його мама й тато. Із золотою медаллю закінчив Рогатинську загальноосвітню школу № 2. Після закінчення освітнього закладу навчався у Запорізькому медичному університеті на лікувальному факультеті. По закінченні вишу працював лікарем-інфекціоністом у місті Каховка. Був завідувачем поліклініки, завідувачем ковідного відділення. У дні окупації 2022 року не полишав пацієнтів. Переїхавши на Рогатинщину, тривалий час проводив онлайн-консультації для хворих. До лав ЗСУ долучився 17 червня 2024 року. Мав псевдо свого дідуся, учасника УПА — Ліщина. У складі медичної роти готувався до бойових завдань, старший лейтенант. | 27 серпня 2024 | Помер у лікарні. Залишилися дружина та син |
| 20602     |                  | Ревера Юрій Ігорович («Граф»)                                             | 20.06.1973, м. Львів. Навчався у Ліцеї міжнародних відносин імені Василя Стуса Львівської міської ради та Середній загальноосвітній школі № 54 міста Львова. 3 роки працював на заводі факсимільно-телеграфної апаратури в Бюро промислової естетики. Вищу освіту за спеціальністю «Історія України» здобув на історичному факультеті Львівського національного університету імені Івана Франка. Працював у Львівській національній науковій бібліотеці України імені Василя Стефаника, згодом – у Музеї історії Львівського національного університету імені Івана Франка. Був одним із укладачів фундаментального видання «Енциклопедія Львівського Університету». Укладач покажчика з топографії знахідок античних монет на території Західної України, автор наукових публікацій, активний учасник Помаранчевої революції та Революції Гідності. Впродовж 2008 – 2022 років був співробітником Науково-дослідного центру «Рятівна археологічна служба» Інституту археології Національної академії наук України, де обіймав посади історика, археолога та молодшого наукового співробітника. Володів кількома мовами, серед них польською і болгарською. З початком повномасштабного російського вторгнення став на захист Батьківщини до лав 125-ї окремої бригади ТРО. Згодом продовжив службу в 414-у окремому полку ударних безпілотних авіаційних систем Військово-Морських Сил ЗСУ. Виконував бойові завдання на Донеччині, Харківщині та Херсонщині. Нагороджений відзнакою Президента України «За оборону України».                        | 27 серпня 2024 | Загинув на Донеччині. Похорон відбувся 31 серпня 2024 у Львові. Залишилася дружина, донька, син та мама . |
| 20603     |                  | Гаєвой Микола                                                             | 28 років, м. Ужгород. Навчався на історика в Ужгородському національному університеті, а згодом – в УКУ. У 2019 році вступив до аспірантури. Історик та аспірант Українського католицького університету. Він працював для архівного проєкту по єврейських джерелах у Львові. Для своєї дисертації обрав політичну біографію діяча ОУН Ярослава Стецька. 24 лютого 2022 року доєднався до лав ЗСУ. Служив у 95-й окремій десантно-штурмовій бригаді. | 27 серпня 2024 | Загинув на Курському напрямку. Через повномасштабну війну не встиг захистити дисертацію. Похований на Пагорбі Слави в Ужгороді |
| 20604     |                  | Морський Тарас                                                            | 19.02.1984, селище Щирець Львівської області. Навчався у Щирецькому ліцеї імені Героя України Богдана Ільківа Щирецької селищної ради Львівського району Львівської області. Професійну освіту за спеціальністю «помічник машиніста тепловоза» здобув у Вищому професійному училищі №52 міста Львова (зараз – Державний навчальний заклад «Львівське міжрегіональне вище професійне училище залізничного транспорту»). Проходив строкову військову службу в 25-й зенітній ракетній бригаді Повітряних сил ЗСУ. У мирний час працював консультантом з питань будівництва та майстром лицювальником-плиточником. Разом з футбольною командою «Галичина» Щирець ставав переможцем та призером, як районних, так і обласних змагань. Під час повномасштабного вторгнення боронив Україну у лавах 103-ї окремої бригади територіальної оборони імені митрополита Андрея Шептицького Сил територіальної оборони ЗСУ. Виконував бойові завдання на Харківщині та Сумщині. | 27 серпня 2024 | Похорон відбувся 3 вересня 2024 у Львові. Залишись дружина, син, батьки та брат |
| 20605     |                  | Лопатюк Роман Ігорович                                                    | 1989, Львівщина. Солдат, номер обслуги першого протитанкового взводу військової частини А7075 | 27 серпня 2024 | Загинув поблизу села Вишньовка Курської області |
| 20606     |                  | Пампура Михайло Юрійович                                                  | 28 серпня 1991, м. Харцизьк Донецької області. Проживав у Полтаві. Старший лейтенант, начальник служби радіаційного та біологічного захисту. | 27 серпня 2024 | Помер внаслідок ДТП в Сумській області |
| 20607     |                  | Толстов Валерій                                                           | 20.06.1970, м. Нікополь. У мирний час працював на ТОВ “НІКОПРОГРЕСБУД”. Молодший сержант | 27 серпня 2024 | Загинув під час виконання бойового завдання та обов’язків військової служби поблизу н.п. Спальне Курської області. Залишилися мати, дружина, сестра . |
| 20608     |                  | Буй Андрій                                                                | м. Червоноград. Був старшим солдатом військової частини А4633. | 27 серпня 2024 | Похорон відбувся 2 вересня 2024 |
| 20609     |                  | Хижняк Андрій Олегович                                                    | 28.08.1975, м. Снігурівка. У травні 2022 року добровільно приєднався до Баштанської територіальної оборони. Командир відділення мінометного взводу мінометної батареї військової частини А7052 | 27 серпня 2024 | Загинув біля с. Кізомис, Херсонської області |
| 20610     |                  | Дудар Юрій Леонідович                                                     | 17.06.1991, с. Любовичі. Народився в багатодітній родині. Навчався у Любовицькій загальноосвітній школі. Після закінчення школи у 2005 році вступив до Малинського професійного училища на спеціальність тракторист-механік. Після училища у 2010 році ніс строкову службу у м. Київ. Після служби, у 2012-у році влаштувався на роботу на завод «Артем» охоронцем, Через деякий час звільнився та пішов працювати на «ЮНІГРАН» водієм автомобіля "БЄЛАЗ". Також паралельно працював на полях фермерського господарства «Українка» на посаді механізатора, обробляв поля. Із 24 лютого 2022 року служив на Сході країни у складі 30-ї окремої механізованої бригади. Останнім часом був водієм-механіком машини БМП механізованого взводу механізованої роти механізованого батальйону 30-ї бригади, старший солдат. | 27 серпня 2024 | Загинув під час удару FPV дрону та артилерійського обстрілу поблизу населеного пункту Петропавлівка Куп’янського р-ну, Харківської області. Залишилися дружина, син, донька, батьки, сестра та двоє братів |
| 28 серпня |                  |                                                                           | |                | |
| 20620     |                  | Павлик Роман Михайлович                                                   | 1982, с. Гута Сокальської громади. Служив у військовій частині А0284 | 28 серпня 2024 | Загинув під час виконання бойового завдання поблизу села Черкаське Порічне Курської області. Похорон відбувся 4 вересня 2024 . |
| 20621     |                  | Ревуцький Василь Васильович                                               | 29 липня 1980, м. Надвірна. Солдат | 28 серпня 2024 | Загинув поблизу н.п Малі Щербаки Степногірської селищної ради Васильківського району Запорізької області |
| 20622     |                  | Сенчук Степан                                                             | 3 грудня 1995, с. Пістинь Косівської громади. Жив із сім'єю у селі Спас. У квітні 2024 року головнокомандувач Збройних сил України нагородив бійця відзнакою "Золотий хрест". | 28 серпня 2024 | [ 313 ] |
| 20623     |                  | Стратан Микола Миколайович                                                | селище Слобожанське Харківська область. | 28 серпня 2024 | |
| 20624     |                  | Горбатко Максим Миколайович                                               | 34 роки, с. Попівка, Карлівська міська рада. | 28 серпня 2024 | Загинув на Донецькому напрямку |
| 20625     |                  | Чак Руслан Юрійович                                                       | 30 січня 1984, с. Мар'ївка, Магдалинівська ТГ | 28 серпня 2024 | Загинув поблизу н.п. Неліпівка Бахмутського району Донецької області |
| 20626     |                  | Юрченко Станіслав Сергійович                                              | 27 січня 1998, 26 років, с. Нововоскресенське. До військової служби працював охоронцем у Кривому Розі. Після строкової служби підписав контракт і служив у Нацгвардії у Запоріжжі. Під час повномасштабної війни він був серед оборонців Маріуполя та захищав "Азовсталь". Там у травні 2022 року потрапив у полон. Його вдалося повернути додому в рамках обміну полоненими 31 січня 2024 року, пробув в полоні рік і 8 місяців. Після лікування та реабілітації міг залишитись вдома, але вирішив знову повернутись до лав ЗСУ. Із червня 2024 року він воював на Запорізькому, а згодом — на Донецькому напрямку. Був оператором БПЛА 15-ї бригади оперативного призначення “Кара-Даг”, 2-й батальйон оперативного призначення. | 28 серпня 2024 | 17 серпня разом з побратимами Станіслав вирушив на бойове завдання поблизу Миколаївки на Покровському напрямку. У його бліндаж влучив російський снаряд. Воїн отримав 90 % опіків тіла. Помер у лікарні від отриманих поранень. Залишились батьки та брат Андрій, який також несе службу у Запоріжжі. Похований в рідному селі .    |
| 20627     |                  | Малашик Василь Валерійович                                                | 2.11.1985, с. Мартинівка Пулинського р-ну на Житомирщині. Народився в сім'ї військового. Невдовзі сім'я переїхала на Північний Кавказ за місцем військової служби тата. Коли хлопчику було 5 років, сім'я повернулася до України у смт. Борова на Харківщині. Закінчивши місцеву ЗОШ, вступив до Національного технічного університету «Харківський політехнічний інститут». Після проходження строкової військової служби переїхав до Житомира. Із травня 2024 став на захист України | 28 серпня 2024 | [ 316 ] |
| 20628     |                  | Шинкрьов Олександр                                                        | 1972, м. Шостка. | 28 серпня 2024 | |
| 20629     |                  | Сухацький Іван                                                            | 20 років, Коропська громада. У 18 років добровільно став на захист України | 28 серпня 2024 | |
| 20630     |                  | Кожура Олег Андрійович («Аліжанс»)                                        | 2.04.1997, м. Київ. Родом з Чернігівщини. Навчався в Київській середній загальноосвітній школі №45. У 2017 році вступив до Київського транспортно-технологічного коледжу, де здобув освіту спеціаліста експлуатації та ремонту підйомно-транспортних, будівельних і дорожніх машин. Після закінчення коледжу вступив до вищого навчального закладу «Національна академія управління» і здобув кваліфікацію бакалавра за спеціальністю «маркетинг». | 28 серпня 2024 | Загинув під час виконання бойового завдання на Донеччині. Група військових, у складі якої був Олег, потрапила під масований обстріл ворожими дронами. Отримав поранення, не сумісні з життям. Залишилися батьки, сестра, рідні, кохана та близькі друзі .                                                                           |
| 20631     |                  | Пащак Іван                                                                | с. Городовичі Хирівської громади. Чоловік був стрільцем-помічником гранатометника штурмового відділення штурмового взводу військової частини А4848. | 28 серпня 2024 | Похорон відбувся 3 вересня 2024 |
| 20632     |                  | Бабич Єгор                                                                | м. Лисичанськ, Луганщина. Навчався у Львівському державному університеті безпеки життєдіяльності. Пізніше працював рятувальником у Лисичанській ДСНС. Долучився до оборони України від початку повномасштабного вторгнення | 28 серпня 2024 | Загинув під час виконання бойового завдання на східному фронті |
| 29 серпня |                  |                                                                           | |                | |
| 20650     |                  | Близнюк Ігор                                                              | 1986, с. Раковець. У перші дні повномасштабного вторгнення РФ чоловік долучився до лав ЗСУ. Воював у складі 10 окремої гірсько-штурмової бригади "Едельвейс". | 29 серпня 2024 | Був двічі поранений. Помер 29 серпня 2024 року під час реабілітації. |
| 20651     |                  | Кубай Андрій                                                              | 28.02.1981, м. Краснодон Луганської області. У ранньому дитинстві родина переїхала до міста Дрогобич Львівської області, де й провів своє дитинство та юність. Навчався у Ліцеї №1 імені Івана Франка міста Дрогобич. Вищу освіту здобув у Дрогобицькому державному педагогічному університеті імені Івана Франка, був учасником Клубу веселих та кмітливих. Довгий час працював на посаді Team lead в компанії «SoftServe». Під час повномасштабного вторгнення захищав державу в складі 81-ї окремої аеромобільної Слобожанської бригади Десантно-штурмових військ ЗСУ. Виконував бойові завдання на Луганщині. | 29 серпня 2024 | Похорон відбувся 3 вересня 2024 у Львові. Залишись дружина, син, донька, батьки та сестра . |
| 20652     |                  | Береш Василь Васильович                                                   | 55 років, с. Бистриця Чинадіївської громади. | 29 серпня 2024 | Загинув в районі населеного пункту Вовчанськ Чугуївського району на Харківщині . |
| 20653     |                  | Долинський Антон                                                          | 3.06.1985, м. Львів. Впродовж 1991 – 1997 років проживав у Херсоні, згодом родина повернулась до Львова. Навчався у Львівській державній комунальній середній загальноосвітній школі №3. Вищу освіту здобув у Національному університеті «Львівська політехніка». Працював на кафедрі екології та збалансованого природокористування Інституту сталого розвитку імені В’ячеслава Чорновола Національного університету «Львівська політехніка». За словами близьких, «визначальною рисою характеру Антона була велика правдива доброта». З початком повномасштабного російського вторгнення вступив на захист України до лав 103-ї окремої бригади територіальної оборони. Виконував бойові завдання на території Донецької, Запорізької та Сумської областей. У серпні 2022 року нагороджений медаллю «Учасник бойових дій». | 29 серпня 2024 | Похорон відбувся 5 вересня 2024 у Львові. Залишились батьки, наречена, сестра, брат та дядько з тіткою |
| 20654     |                  | Тотцев Ігор                                                               | 53 роки, Кагарлицька громада | 29 серпня 2024 | Загинув отримавши під час бойових дій поранення, не сумісні із життям, поблизу села Уди Золочівської селищної громади Богодухівського району Харківської області. |
| 20655     |                  | Гаценко Андрій Миколайович                                                | 30 травня 1992, м. Ромни. Під час служби воїн виконував бойові завдання на річці Дунай та в акваторії Чорного моря. | 29 серпня 2024 | Загинув внаслідок влучання російської ракети у баталер катера |
| 20656     |                  | Бессараб Денис                                                            | 1 лютого 1999, м. Кропивницький. Солдат | 29 серпня 2024 | Загинув біля населеного пункту Слов’янськ Донецької області |
| 20657     |                  | Цвік Юрій Матвійович                                                      | 1978, с. Добрятин. Млинівчанин Юрій Цвік 1978 року народження, родом із села Добрятин. Чоловік доєднався до лав ЗСУ 25 лютого 2022 року, служив кулеметником у взводі вогневої підтримки. Військовий загинув 29 серпня внаслідок удару дрона на Бахмутському напрямку. Про дату зустрічі та поховання у громаді повідомлять додатково. | 29 серпня 2024 | [ 324 ] |
| 20658     |                  | Устимук Василь Миколайович                                                | 1974, с. Уїздці. Служив водієм господарчого відділення взводу матеріального забезпечення. | 29 серпня 2024 | Загинув внаслідок російського обстрілу під час виконання бойового завдання на Куп’янському напрямку . |
| 20659     |                  | Сірман Олександр                                                          | 1986, с. Плоска, 1986 | 29 серпня 2024 | Загинув під час виконання бойового на Донеччині . |
| 20660     |                  | Батюк Юрій                                                                | 5 травня 2000, с. Стоянів, що на Червоноградщині. Був студентом Львівської політехніки, навчався на кафедрі зовнішньоекономічної та митної діяльності. Був інспектором прикордонної служби. У травні 2022 у складі Краматорського прикордонного загону. Служив на Сумщині, Донеччині, Волині, Харківщині. За час служби побував і прикордонником, і піхотинцем, і помічником мінометника. Після другої травми став оператором дронів. За два роки повномасштабної війни отримав чимало нагород, серед яких "Золотий хрест", нагрудний знак "За мужності в охороні державного кордону" | 29 серпня 2024 | Загинув під час виконання бойового завдання біля Вовчанська у Харківській області. Похорон відбувся 3 вересня 2024 |
| 20661     |                  | Осаулець Руслан («Cварщик»)                                               | 17.07.1983, м. Горлівка Донецької області. Професійно-технічну освіту за спеціальністю «газоелектрозварювальник» здобув у Горлівському професійному технічному училищі №55. Після завершення навчання довгий час працював за фахом. Під час повномасштабного російського вторгнення став на захист України до складу 80-ї окремої десантно-штурмової Галицької бригади Десантно-штурмових військ ЗСУ. | 29 серпня 2024 | Похорон відбувся 9 вересня 2024 у Львові . |
| 20662     |                  | Лопушинський Петро                                                        | 2.11.1977, м. Львів. Навчався у Середній загальноосвітній школі № 72 м. Львова. Здобув професію заготівельника верху взуття у Професійно-технічному училищі №31 (сьогодні – Заклад професійної (професійно-технічної) освіти «Львівський професійний коледж індустрії краси та моди»). Після завершення навчання проходив строкову військову службу. Працював за фахом на місцевому приватному підприємстві. Із початком повномасштабного вторгнення рф став на захист держави від окупантів до складу військової частини А4220. Боровся із загарбниками на східному напрямку, за сумлінне виконання бойових завдань був нагороджений численними відзнаками. | 29 серпня 2024 | Похорон відбувся 9 вересня 2024 у Львові. Залишилися двоє синів . |
| 20663     |                  | Іванов Володимир Анатолійович («Дредд»)                                   | 21 квітня 1984, селище Сахновщина Харківської області. Після закінчення середньої школи здобув вищу освіту в Харківському економіко-правовому університеті за спеціальністю «Правознавство». З 2005 року поєднав свою професію із судовою системою: почав працювати у Броварському міськрайонному суді Київської області. З 2019 року почав працювати в Апараті Верховного Суду на посаді секретаря судового засідання управління забезпечення роботи другої судової палати секретаріату Касаційного цивільного суду. Наприкінці 2023-го став на захист Батьківщини й добровільно перейшов на військову службу до ЗСУ. Командир мотопіхотного взводу 152-ї ОЄБр. | 29 серпня 2024 | Загинув в Курській області. Залишилися дружина, син та донька |
| 20664     |                  | Єрмолаєв Золтан Степанович                                                | 03.11.1998 в селище Королево, Берегівського району, Закарпатська область. Медик, 2 штурмове відділення, 3 штурмовий взвод, 3 штурмова рота, 1 штурмовий батальйон. | 29 серпня 2024 | Загинув в напрямку на місто Сватове, Луганської області . |
| 20665     |                  | Байжанов Вадим                                                            | 20 жовтня 1984, м. Івано-Франківськ. За висновком військово-лікарської комісії, був обмежено придатним до військової служби, оскільки мав проблеми зі здоров'ям. 24 лютого 2024 року мобілізувався до лав ЗСУ. Пройшов навчання на Яворівському військовому полігоні. Потім його скерували у 22-гу окрему механізовану бригаду. | 29 серпня 2024 | Загинув поблизу села Ольгівка в Курській області |
| 20666     |                  | Головатюк Роман Юрійович(«Ромко»)                                         | 30 вересня 1995, с. Красноставці, Чемеровецького району, Хмельницької області. 8-й полк ССО. Командир групи СпП. Молодший лейтенант. | 29 серпня 2024 | [ 331 ] |
| 20667     |                  | Супрунюк Ростислав Маркіянович                                            | 31 липня 1969, с. Заброди. Колишній вчитель Забродівського ліцею | 29 серпня 2024 | [ 332 ] |
| 30 серпня |                  |                                                                           | |                | |
| 20680     |                  | Шоломон Денис Олегович                                                    | 1985, с. Назавизів, Надвірнянської громади. Волонтерив, а згодом добровільно вступив до лав ЗСУ. Воював на Донецькому напрямку, був поранений, отримав декілька контузій. був стрільцем відділення охорони взводу охорони у Богородчанах, де проходив службу після поранення в зоні бойових дій і, на жаль, помер після тривалої важкої хвороби | 30 серпня 2024 | [ 333 ] |
| 20681     |                  | Петришин Ігор                                                             | 1975, с. Хом'яківка. Воював у складі 42 окремої механізованої бригади Збройних сил України. | 30 серпня 2024 | Помер у селі Хом'яківка Тисменицької громади на Івано-Франківщині під час відпустки |
| 20682     |                  | Денисюк Сергій Леонідович                                                 | 41 рік, с.Бабка Вараської громади. Навчався у Старорафалівській гімназії. На початку липня 2024 був мобілізований до лав ЗСУ. Стрілець-помічник гранатометника 2-го десантно-штурмового відділення 1-го десантно-штурмового батальйону 95-тої окремої десантно-штурмової бригади | 30 серпня 2024 | Загину поблизу с.Погребки Суджанського району Курської області. Залишилася мати, брат та сестра . |
| 20683     |                  | Закрева Володимир Володимирович                                           | 26.01.1989, м. Луцьк. Був призваний на військову службу до складу військової частини на посаду навідника 4 десантно-штурмового відділення 1 десантно-штурмового взводу 3 десантно-штурмової роти 1 десантно-штурмового батальйону. | 30 серпня 2024 | Загинув в районі населеного пункту Погребки Курської області |
| 20684     |                  | Кость Костянтин Степанович                                                | 1984, с. Нове Село, Львівщина. Солдат, служив у військовій частині А3204. | 30 серпня 2024 | Загинув районі села Черкаське Порічне, Курської області. Похований на місцевому кладовищі у с. Нове Село 3 вересня 2024 . |
| 20685     |                  | Бубновський Андрій («Буба»)                                               | Мінометник, пілот БПЛА підрозділу «Москіти», 3 батальйон «Свобода», 4 бригада НГУ «Рубіж». | 30 серпня 2024 | |
| 20686     |                  | Савич Руслан Михайлович                                                   | 1975, селище Підкамінь Золочівського району. Був солдатом, стрільцем-зенітником. | 30 серпня 2024 | Похорон відбувся 5 вересня 2024 . |
| 20687     |                  | Тур Олександр Володимирович                                               | 1999, Великобагачівська громада. | 30 серпня 2024 | Загинув на Донеччині |
| 20688     |                  | Штогрин Олег («Кажан»)                                                    | 16.10.1986, м. Стрий. Навчався у Стрийській школі №3 та в ВПУ №35. Був умілим майстром. 25 лютого 2022 року добровольцем подався на захист Батьківщини. Солдат, водій 1-го відділення взводу підвозу боєприпасів автотранспортного батальйону. | 30 серпня 2024 | Загинув внаслідок ворожого артилерійського обстрілу в місті Торецьк. Без батька залишився 10-річний син Остап. Похорон відбувся 5 вересня 2024 . |
| 20689     |                  | Проказюк Назарій                                                          | 16 серпня 1996, с. Гаї Бродівського району Львівська область. Пластун. Капітан, був командиром вертольота вертолітної ланки вертолітної ескадрильї військової частини. | 30 серпня 2024 | Харківський національний університет Повітряних сил імені Івана Кожедуба повідомив, що під час виконання навчально-тренувального польоту зазнав катастрофи вертоліт Мі-2. За даними університету, двоє членів екіпажу загинули, серед них Проказюк Назарій. Падіння відбулося в Львівській області. Похорон відбувся 3 вересня 2024 |
| 20670     |                  | Тищук Артур                                                               | с. Братківці Стрийської громади. Добровільно вступив до лав ЗСУ в квітні 2022 року. Був старшим солдатом, старшим розвідником-гранатометником 5-ї окремої штурмової бригади. 21 червня 2023 року захисник отримав медаль-нагрудний знак "Ветеран війни-учасник бойових дій". Понад два роки воював на Бахмутському напрямку. | 30 серпня 2024 | Похорон відбувся 3 вересня 2024 |
| 20671     |                  | Карплюк Богдан Мирославович                                               | 4.08.1995, с. Новий Витків. Солдат, навідник 2 штурмового відділення 3 штурмового взводу 1 штормової роти. | 30 серпня 2024 | Загинув під час бойових дій у Донецькій області. Похорон відбувся 4 вересня 2024 . |
| 20672     |                  | Баран Ігор                                                                | 56 років, с. Криниця Миколаївської громади. Добровільно вступив до лав Збройних сил України. | 30 серпня 2024 | Помер 30 серпня 2024 року під час реабілітації вдома |
| 20673     |                  | Врацький Андрій Олександрович                                             | 18 травня 1981, м. Краматорськ. Навчався у ЗОШ № 9 та Вищому професійному училищі №28 за спеціальністю слюсар з ремонту автомобілів. У 1999 після закінчення училища, проходив строкову військову службу у лавах Національної гвардії України в АР Крим місто Сімферополь. Після строкової служби з вересня 2001 року, життя було пов’язане зі службою в Державній службі України з надзвичайних ситуацій, частина №31 місто Краматорськ на посаді командир відділення-водій. Після подій у 2014 році, став на захист держави, підписав контракт та приєднався до лав Краматорського прикордонного загону №11. З серпня 2020 по грудень 2021 проходив службу на посаді старшого розвідника-водія відділу організації оперативної розшукової діяльності ГОРВ. Повномасштабну війну зустрів приймаючи на себе декілька посад: водій групи тримання ВПС Троїцьке, сержант з матеріального забезпечення, сержант матеріального забезпечення другої розвідувальної-ударної прикордонної застави відділу прикордонної служби розвідувально-ударних безпілотних повітряних суден. З лютого 2024 проходив службу на посаді старший розвідник – водій відділення забезпечення оперативно-розшукових підрозділів комендатури забезпечення Східного регіонального управління. Віддано та сумлінно, впевнено та рішуче, хоробро до останнього дня стояв на захисті Батьківщини, за що має багато нагород, подяк, медаль «За відвагу», медаль «За службу Державі», «За участь у Антитерористичній операції», медаль «Учасник АТО», медаль «Ветеран війни». Сержант | 29 серпня 2024 | Загинув під час виконання бойового завдання поблизу села Міньківка, Бахмутського району, Донецької області. Похований в місті Київ. Залишилися дружина, донька та батьки |
| 31 серпня |                  |                                                                           | |                | |
| 20710     |                  | Гуцал Роман                                                               | 16.04.1994, м. Львів. Закінчив Ліцей №51 імені Івана Франка Львівської міської ради. Згодом за спеціальністю «бухгалтер» продовжив навчання у Львівському кооперативному коледжі економіки і права. Вищу освіту здобув на історичному факультеті та факультеті культури і мистецтв Львівського національного університету імені Івана Франка. Займався підприємницькою діяльністю у сфері торгівлі. Під час повномасштабного російського вторгнення став на захист держави до лав 80-ї окремої десантно-штурмової Галицької бригади Десантно-штурмових військ ЗСУ. Проходив навчання українських військових в Іспанії. Виконував бойові завдання на території Запорізької та Донецької областей. | 31 серпня 2024 | Похорон відбувся 4 вересня 2024 у Львові. Залишись дружина, батько, мати, дві бабусі та дідусь |
| 20711     |                  | Лучишин Богдан Юрійович                                                   | 25 серпня 2003, м. Рава-Руська. | 31 серпня 2024 | Загинув в районі н.п. Михальчина-Слобода Новгород-Сіверського р-ну Чернігівської області |
| 20712     |                  | Франчук Сергій Олександрович                                              | 2001, с. Гарячківка. Мобілізований за контрактом у червні 2024 року | 31 серпня 2024 | Загинув в Бахмутському районі Донецької області |
| 20713     |                  | Халваші Георгій Романович                                                 | 13 жовтня 2001. Навчався в ТНВК "Школа-ліцей 6 ім. Н. Яремчука" | 31 серпня 2024 | Загинув в Донецькій області |
| 20714     |                  | Зихора Ігор                                                               | 25 років, с. Печихвости. | 31 серпня 2024 | Загинув на Донеччині |
| 20715     |                  | Пивоваров Андрій Юрійович («Берс»)                                        | 9 червня 1997, м. Охтирка. У 2017 закінчив Роменський коледж за спеціальністю "Хімічні технології тугоплавких неметалевих і силікатних матеріалів". Після вступив до добровільного молодіжного корпусу "Правий сектор". У складі "Правого сектору" був кулеметником, воював на Донеччині. У 2018 році вступив до лав ЗСУ у складі 24 окремої механізованої бригади імені короля Данила Галицького. З початком повномасштабної записався до 95 Десантно-штурмової бригади, вів бої у зоні відчуження Чорнобильської АЕС. Молодший сержант, 132-й окремий розвідувальний батальйон. Був нагороджений відзнакою Міністерства оборони України "Лицарський хрест" та нагрудним знаком "Золотий хрест" від головнокомандувача Збройних Сил України. | 31 серпня 2024 | Загинув під час виконання бойового завдання в районі н.п. Шептухівки Курської області |
| 20716     |                  | Козачук Микола Вячеславович                                               | 41 рік, с. Іванківці Перемилівського старостинського округу | 31 серпня 2024 | Загинув на Покровському напрямку Донецької області . |
| 20717     |                  | Хіноцький Андрій Олександрович                                            | с. Костянтинівка, солдат Луганського прикордонного загону імені Героя України полковника Євгена Пікуса. | 31 серпня 2024 | Загинув на Харківщині |
| 20718     |                  | Федорович Володимир Степанович                                            | 50 років, м. Радехів. Старший солдат, старший навідник мінометного взводу роти вогневої підтримки | 31 серпня 2024 | Загинув під час виконання бойового завдання у Донецькій області. Похорон відбувся 6 вересня 2024 |
| 20719     |                  | Заверуха Володимир                                                        | 47 років, Вельбівно Острозької громади. | 31 серпня 2024 | Зазнав важких поранень, виконуючи бойове завдання в Курській області . |
| 20720     |                  | Яремчук Віталій Юрійович                                                  | 4 грудня 1998, с. Мнишин. | 31 серпня 2024 | Загинув внаслідок мінометного обстрілу та ведення бойових дій в Харківській області |
| 20721     |                  | Павлій Володимир                                                          | м. Запоріжжя. Випускник Запорізької гімназії №19 | 31 серпня 2024 | [ 350 ] |
| 20722     |                  | Рябцев Дмитро Анатолійович                                                | 29 грудня 1982, м. Глухів. Навчався в ЗОШ №2. Вступив до Професійно-педагогічного фахового коледжу Глухівського національного педагогічного університету імені О.Довженка, де отримав спеціальність "тракторист-машиніст". Професійний шлях розпочав в ТОВ «Велетень», працював трактористом. З часом перейшов до філії «Шосткинське лісове господарство» ДП «ЛІСИ УКРАЇНИ» в цех переробки деревини. | 31 серпня 2024 | Залишились мати, старший брат, багато друзів та знайомих |
| 20723     |                  | Матіюк Дмитро Васильович                                                  | 39 років, с. Суходоли, Волинь | 31 серпня 2024 | Загинув в Курській області |
| 20724     |                  | Лучишин Богдан                                                            | м. Рава-Руська. Служив у 105 прикордонному загоні імені князя Володимира Великого. | 31 серпня 2024 | Загинув поблизу населеного пункту Михальчина-Слобода Новгород-Сіверського району Чернігівської області під час бойового завдання. Похорон відбувся 4 вересня 2024 |
| 20725     |                  | Моряк (Лук'янов) Сергій                                                   | с. Вишняки, що на Полтавщині. Воював у складі батальйону безпілотних систем "МАРА" 66-ї окремої механізованої бригади імені князя Мстислава Хороброго. | 31 серпня 2024 | Під час війни він поєднав своє життя з волонтеркою, яка народила дитину вже після його смерті. На жаль, малеча знатиме свого тата лише за розповідями мами і бачитиме на фото . |
| 20726     |                  | Шпалін Олексій                                                            | 19 квітня 1986, с. Великі Кринки Кременчуцького району. Солдат | 31 серпня 2024 | Загинув під час виконання бойового завдання поблизу села Долинівка на Донеччині |